# Cantábria

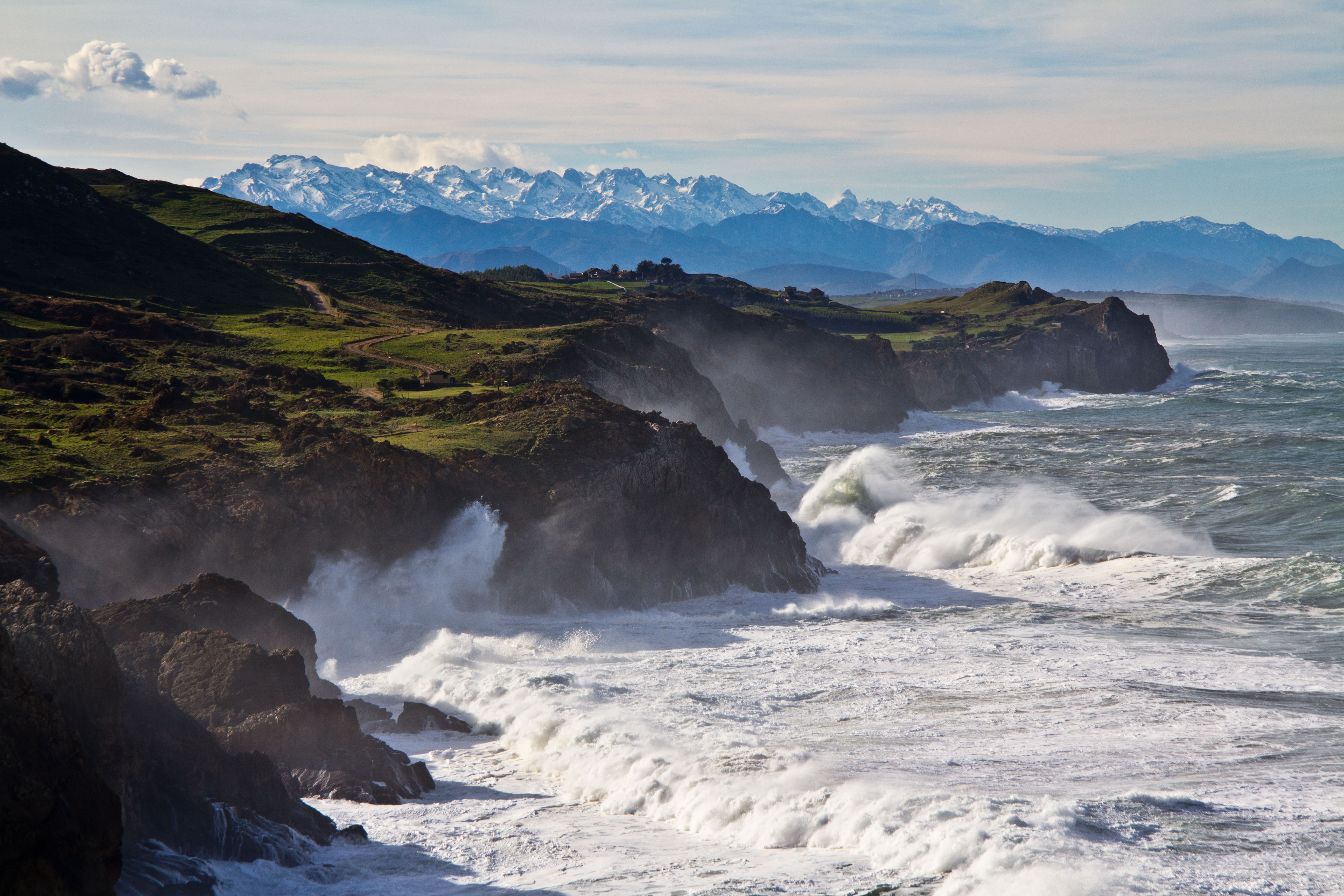
Toñanes, no município de Alfoz de Lloredo

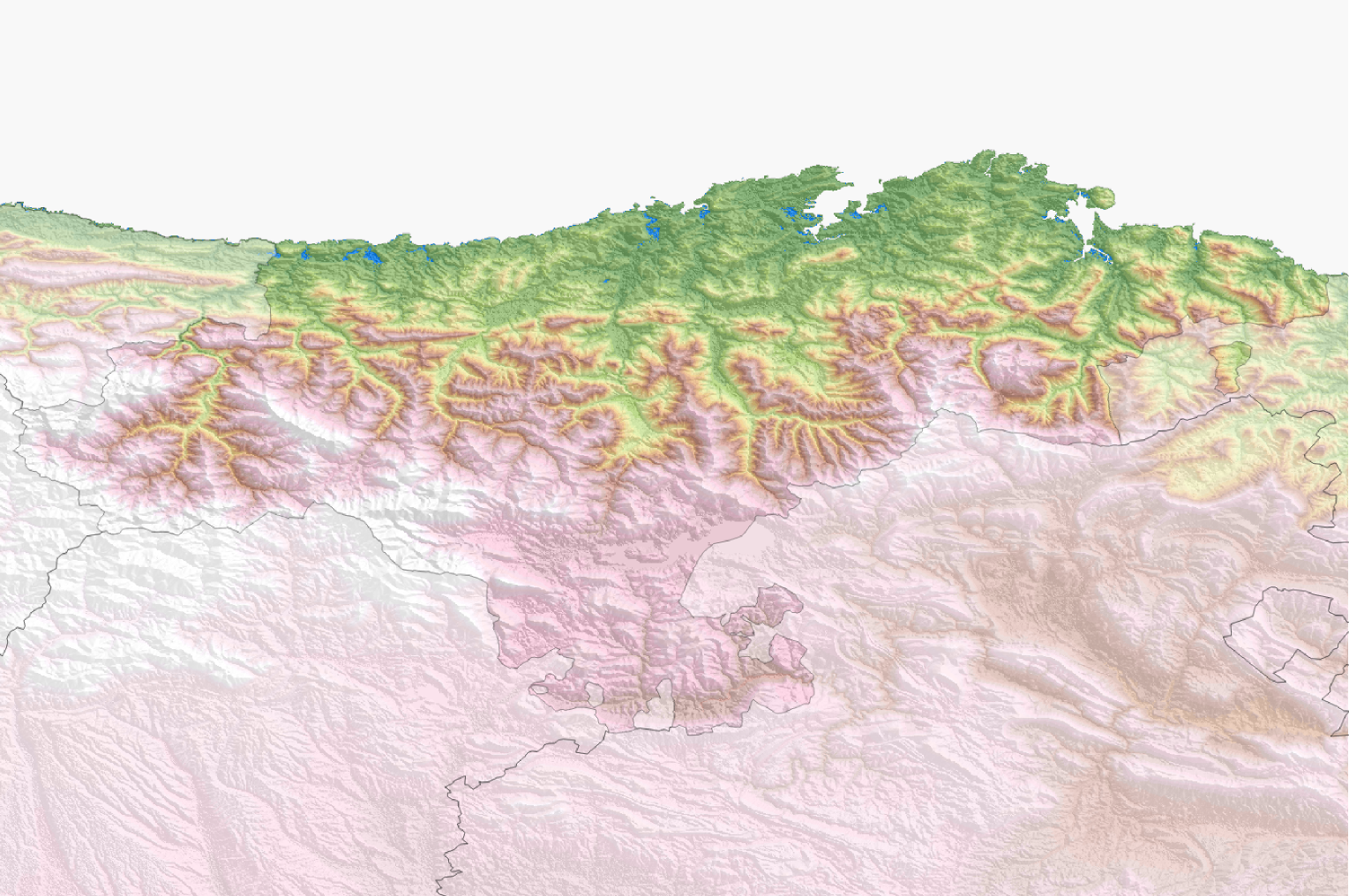
Mapa físico da Cantábria

A Cantábria é uma comunidade autónoma localizada no norte de Espanha. É limitada a leste pelo País Basco, a sul por Castela e Leão, a oeste pelas Astúrias e a norte pelo golfo da Biscaia (do mar Cantábrico). A capital é Santander e a cidade mais povoada. Tem 5 321 km² de área e em 2020 tinha 582 905 habitantes (densidade: 109,5 hab./km²). A comunidade autónoma é composta por uma só província, também chamada Cantábria, por 10 comarcas e por 102 municípios,  sendo um deles — o Vale de Vilaverde — um enclave na Biscaia.
Definida no seu estatuto de autonomia como uma "comunidade histórica", a atual entidade político-administrativa tem os seus antecedentes no Ducado da Cantábria, nas Astúrias de Santillana [es], na Irmandade das Quatro Vilas [es] e na Província dos Nove Vales [es]. A primeira referência a este território é do início do século II a.C. A província moderna da Cantábria foi constituída em 28 de julho de 1778 em  Puente San Miguel, a capital no município de Reocín, um evento comemorado anualmente pelo Dia das Instituições da Cantábria, não obstante a atual configuração territorial da comunidade autónoma corresponder à extinta Província de Santander, estabelecida em 1833.
A Lei Orgânica do Estatuto de Autonomia da Cantábria foi aprovada em 30 de dezembro de 1981, dotando deste modo a comunidade autónoma de organismos de autogoverno, nomeadamente uma assembleia legislativa, o Parlamento da Cantábria, e um órgão executivo, o Governo da Cantábria. Em 2021, o Presidente da Cantábria (líder do governo autonómico) era Miguel Ángel Revilla, secretário-geral do Partido Regionalista da Cantábria, que foi reeleito em 2019 com o apoio do Partido Socialista da Cantábria.
A Cantábria situa-se na cornija Cantábrica, o nome dado à faixa de terra entre o mar Cantábrico e a cordilheira Cantábrica, no norte da Península Ibérica. Tem um clima oceânico húmido, com temperaturas moderadas, muito influenciado pelos ventos do oceano Atlântico que encontram as montanhas. A precipitação média anual é de 1200 mm, o que permite o crescimento de vegetação frondosa. O seu ponto mais elevado é o pico da Torre Branca, com 2 619 m. A região é rica em lugares de interesse arqueológico do Paleolítico Superior, embora os primeiros vestígios de ocupação humana datem do Paleolítico Inferior. Destacam-se neste aspeto as pinturas rupestres da caverna de Altamira, de há 37 000 anos e classificadas como Património Mundial pela UNESCO em 1985. O área abrangida pelo sítio do Património Mundial "Caverna de Altamira e arte rupestre paleolítica do norte da Espanha" foi ampliado em 2008, passando a incluir um total de 10 cavernas da Cantábria com vestígios arqueológicos do Paleolítico, nomeadamente as quatro situadas no monte Castillo, no município de Puente Viesgo. Com a extensão de 2015 do sítio "Caminhos de Santiago de Compostela: Caminho francês e Caminhos do Norte de Espanha", a Cantábria passou a ter também classificados como Património Mundial as partes dessa rota de peregrinação milenar que passam pelo seu território.

## Etimologia
Os diversos autores que estudaram a origem etimológica do nome da Cantábria — como Isidoro de Sevilha (c. 560–636), Aureliano Fernández-Guerra (1816–1894), Adolf Schulten (1870–1960), Julio Caro Baroja (1914–1995) ou Joaquín González Echegaray (1930–2013), entre outros — não chegaram a um consenso sobre o tema. A opinião mais aceite eplos estudiosos, ainda que insegura, é que o topónimo deriva da raiz cant-, de origem celta ou lígure antiga, que significa "rocha" ou "pedra"; e do sufixo -abr, frequente nas regiões celtas. Daqui se deduz que "cântabro" significaria "povo que habita nas montanhas" ou "montanhês", uma clara referência ao território abrupto e montanhoso da Cantábria.
A Cantábria é uma das comunidades autónomas espanholas com a toponímia mais antiga, dado que o termo "cântabros" aparece pela primeira vez em fontes romanas do século II a.C., do autor Catão, o Velho, embora nessa altura ainda não existisse uma entidade política unida no território, que era habitado por diversos povos. No capítulo VII da sua obra Origines, de 195 a.C., Catão fala da nascente do rio Ebro na "terra de cântabros": «[…] fluvium Hiberum: is oritur ex Cantabris, magnus atque pulcher, pisculentus ("o rio Ebro: nasce em terra de cântabros, grande o belo, abundante em peixes")».
Popularmente, a Cantábria é também chamada La Montaña ("A Montanha") e La Tierruca. O primeiro é um topónimo histórico, com uso muito comum até à criação da Província de Santander em 1833. O segundo é uma designação principalmente afetiva (o sufixo -uca é um diminutivo do dialeto cântabro que que pode denotar uma certa nostalgia).

## Geografia
A comunidade autónoma tem 5 321 km² de área e 284 km de costa. O cabo mais saliente e mais setentrional é o cabo de Ajo, no município de Bareyo. Há três âmbitos geográficos bem diferenciados: a La Marina [es], La Montaña [es] e Campoo, os quais pertencem às bacias hidrográficas dos rios Ebro e Douro. A presença predominante das montanhas e a difícil orografia do terreno explicam que historicamente se conheça toda região cantábrica como "A Montanha".
A Cantábria situa-se no setor central da costa do mar Cantábrico, que constitui o seu limite a norte. A oeste limita com as Astúrias, a leste com o País Basco e a sul com Castela e Leão. Existe um exclave cântabro na província basca da Biscaia — Valle de Villaverde, a leste — e três enclaves da província de Palência na Cantábria — Cezura, Lastrilha e Berçosilha, a sul. A maior parte da região faz parte da cordilheira Cantábrica. Na parte ocidental encontram-se os maciços dos Picos da Europa, com numerosos cumes com mais de 2 000 m de altitude.

### Relevo
A Cantábria é uma região de carácter montanhoso e costeiro, com um importante património natural. O seu relevo faz com que 40% da sua superfície se situe acima dos 700 metros de altitude, 75% a mais de 200 m e 33% tem declives de mais de 30%. É a quarta província mais montanhosa da Espanha em termos de desnível do terreno. Nela distinguem-se três grandes áreas bem diferenciadas morfologicamente:

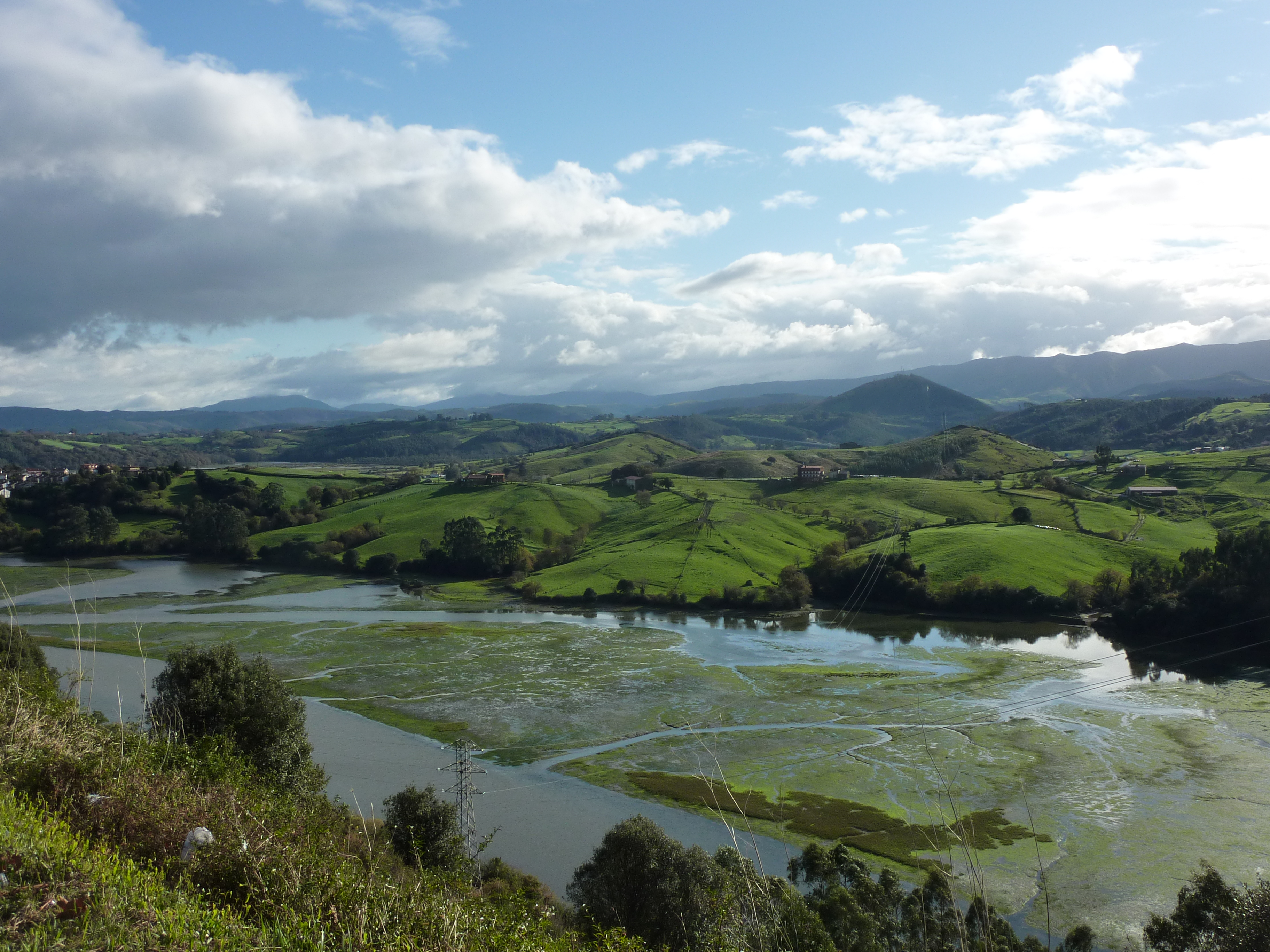
Paisagem da Marina perto de San Vicente de la Barquera, com uma ria em primeiro plano

- A Marina [es] — É uma faixa costeira de vales baixos, amplos e de formas suaves, com cerca de 10 km de largura, cuja altitude raramente ultrapassa os 500 m. É limitada a norte pelo mar por intermédio de uma linha de plataformas litorais [es], com penhascos alcantilados que são abertos pelas fozes de cursos de água, que formam rias  e praias. No litoral da comunidade destaca-se a baía de Santander. A sul, a Marina limita com a "Montanha", fixando-se tradicionalmente a divisória na serra do Escudo de Cabuérniga [es].

- A Montaña [es] — É uma larga barreira de montanhas abruptas, paralela ao mar, que constitui uma parte  da cordilheira Cantábrica. As montanhas são maioritariamente de rocha calcária, afetadas por fenómenos cársticos, e cobrem a maior parte do território da comunidade. Formam vales profundos, dispostos na direção norte-sul, com encostas íngremes, escavados por rios de carácter torrencial de grande poder erosivo e curtos devido à pouca distância entre as nascentes e as desembocaduras. Os vales configuram várias comarcas naturais , que são bem delimitadas pelas cadeias montanhosas: Liébana, Vale do Nansa [es], Vale do Saja [es], Vale do Besaya, Vale do Pas-Pisueña (ou Vales Pasiegos), Vale do Miera, Vale do Asón [es], Vale do Gándara [es] e Campoo-Los Valles. À Montanha pertence igualmente a serra do Escudo de Cabuérniga, um cordão montanhoso com altitudes máximas entre 600 e 1000 m, que na parte oriental da Cantábria segue paralela à costa, a cerca de 15 a 20 km dela. As montanhas mais altas encontram-se à medida que se avança para sul, com um alinhamento de cristas que limitam os vales das bacias hidrográficas dos rios Douro, Ebro e dos que desaguam no mar Cantábrico. Em geral, têm mais de 1 500 m de altitude, desde o porto de San Glorio [es] (1 609 m), a oeste, até ao porto de Los Tornos [es] (920 m), na parte oriental: Peña Labra [es] (2 018 m), porto de Sejos [es] (1 900 m), porto do Escudo [es] (1 011 m), Castro Valnera [es] (1 718 m) e portillo de La Sía [es] (1 246 m). Destacam-se ainda os grande maciços calcários dos Picos da Europa, na parte sudoeste da região, com numerosos cumes que ultrapassam os 2 500 m e onde a presença da moldagem glaciar na sua geomorfologia é mais acentuado. É lá que se situa o ponto mais alto da Cantábria, o cume da Torre Branca (2 619 m), na divisória com a província de Leão, embora tradicionalmente também se considere que é a Peña Vieja (1 617 m), que se situa no mesmo maciço (dos Urrieles), mas se encontra totalmente dentro do território cântabro.

- Campoo e vales do sul — Situa-se no extremo sul da Cantábria. O seu clima, mais continentalizado, é propício ao desenvolvimento de massas florestais de carvalho-negral Quercus pyrenaica), as quais estão em expansão devido ao abandono das terras agrícolas. Também há extensos repovoamentos de pinheiro-nórdico (Pinus sylvestris) nas encostas suaves desta região.

### Clima

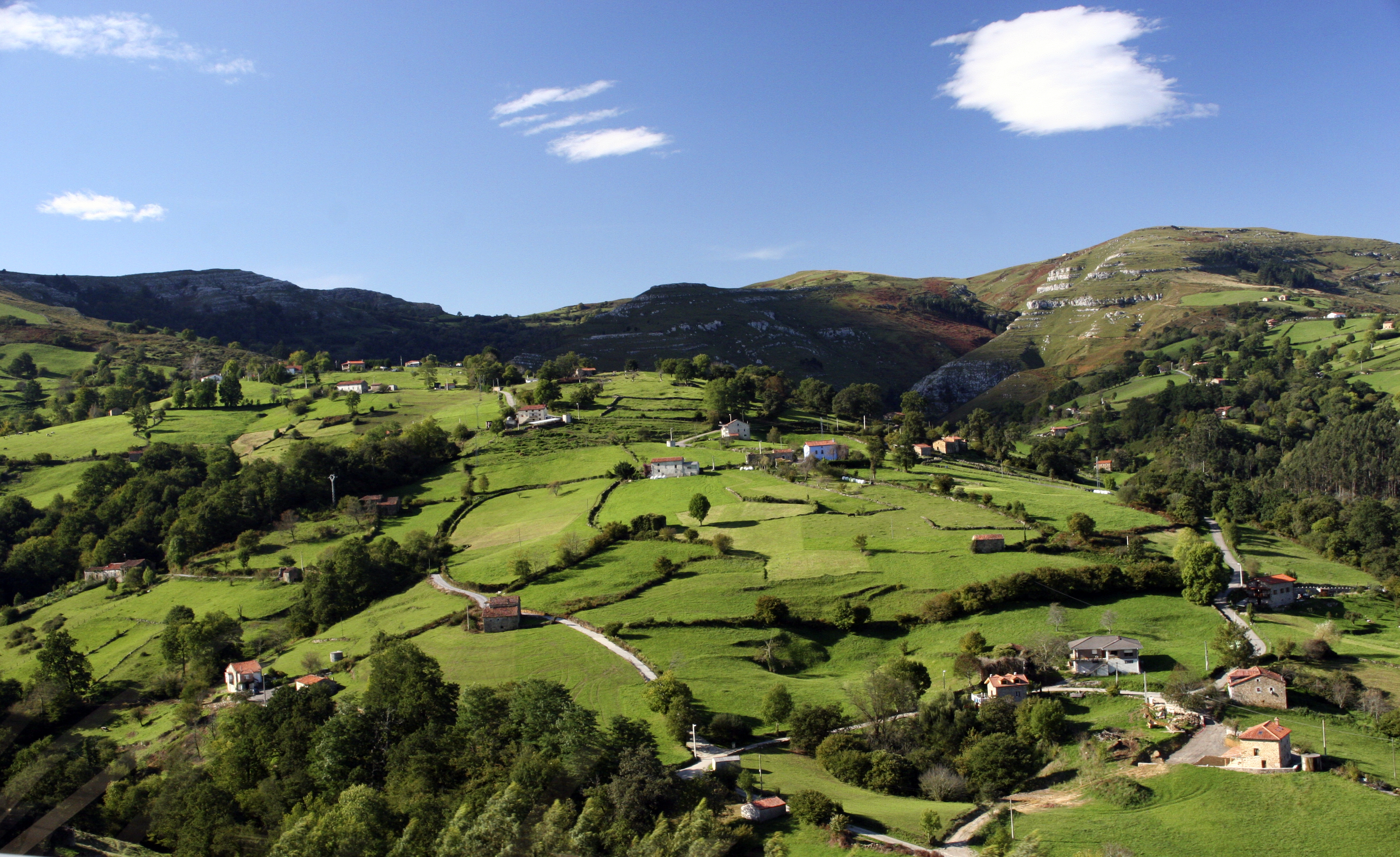
Início do outono na área de Riotuerto

Devido à corrente do Golfo, a Cantábria tem temperaturas mais amenas do que as regiões situadas à mesma latitude na América do Norte (Nova Escócia). O clima da região é do tipo oceânico húmido, com verões amenos e invernos não muito frios, embora haja algumas zonas com clima mediterrânico. As precipitações médias anuais são cerca de 1 200 mm na costa, aumentando nas zonas montanhosas até aos 2 400 mm, colocando a região na chamada "Espanha húmida" (ou "Espanha verde").
A temperatura média anual é cerca de 14 °C. A neve é frequente nas partes altas entre os meses de novembro e março. Os meses mais secos são julho e agosto, embora geralmente não existam períodos de seca propriamente dita, pois há sempre uma precipitação mínima e as temperaturas nunca são muito elevadas, exceto em algumas zonas de clima mediterrânico ou temperado submediterrânico. Em algumas áreas dos Picos da Europa com clima alpino, acima dos 2 500 m, há nevados durante todo o ano.
Em alguns casos, há diferenças significativas de clima entre algumas regiões. As situadas mais longe do litoral, como Liébana ou Campoo, têm clima de tipo mediterrânico continentalizado. Em isso deve-se a um microclima e em Campoo devido à sua proximidade da Meseta Central.
A influência do relevo montanhoso no clima é importante, sendo a causa principal de fenómenos atmosféricos peculiares, como as chamadas suradas [es] (vento do sul), provocados pelo efeito Föhn. O vento do sul é forte e seco, aumentando a temperatura à medida que nos aproximamos da costa; provoca uma diminuição significativa da humidade relativa do ar e a ausência de precipitação. Estas condições contrastam com as vertentes meridionais da cordilheira Cantábrica, onde o vento é mais fresco e húmido e pode estar a chover quando nas vertentes nortes não chove. Estas situações são mais frequentes no outono e no inverno, quando por vezes se registam temperaturas anormalmente altas de mais de 28 °C. Por vezes há incêndios que são avivados por este vento, como o que arrasou a cidade de Santander no inverno de 1941 [es].
Por outro lado, as zonas costeiras estão frequentemente sujeitas as ventos constantes provenientes do oceano Atlântico, que muitas vezes são bastante fortes. Em condições muito particulares, mais frequentes nos meses abril, maio, setembro e outubro, os ventos do oeste podem tornar-se galernas [es] (temporais súbitos e violentos).

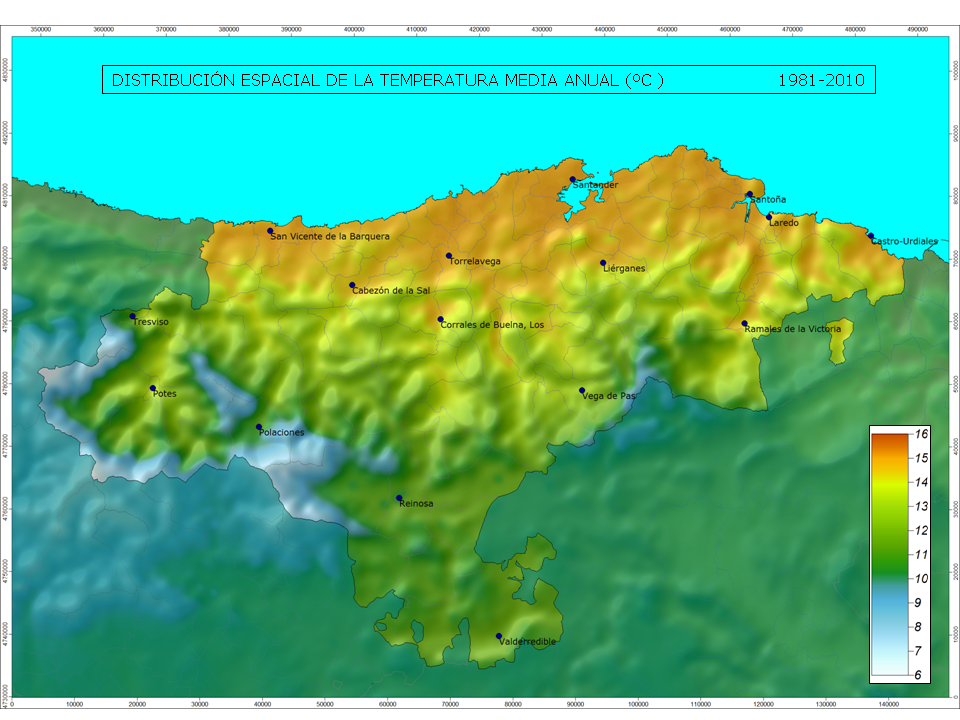
Distribuição espacial da temperatura média anual na Cantábria
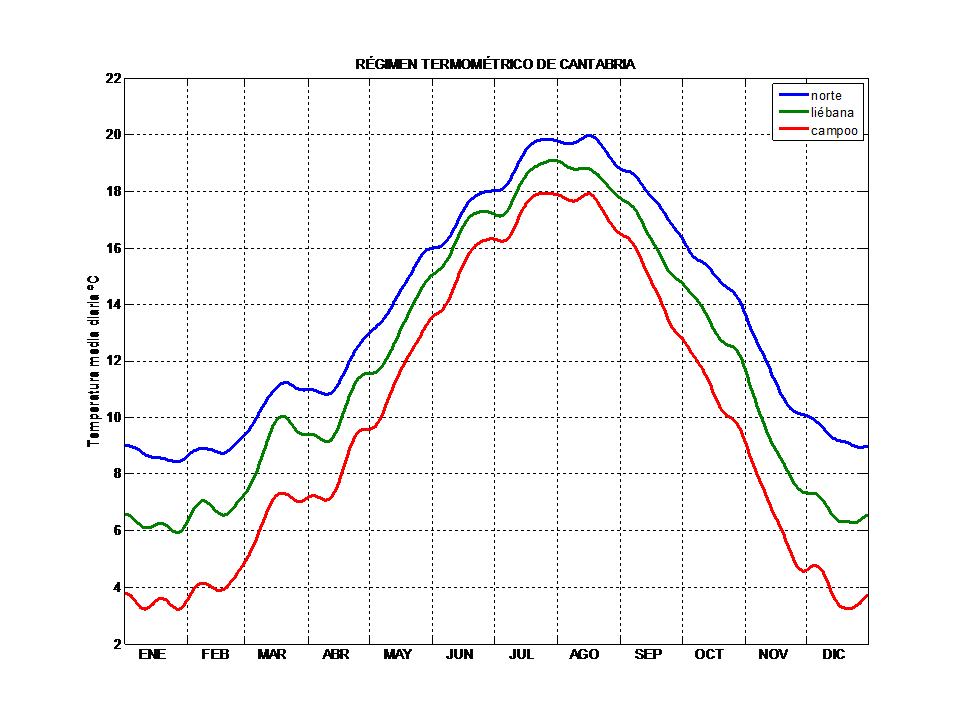
Regime temporal termométrico da Cantábria
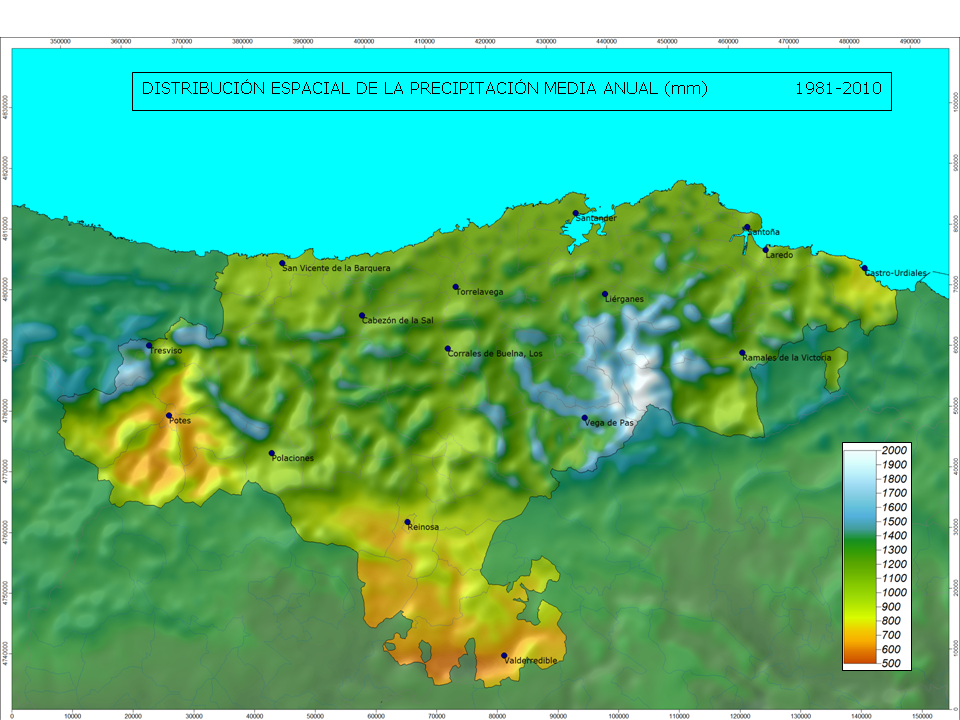
Distribuição espacial da precipitação média anual na Cantábria

### Hidrografia
[[Imagem:Ria de San Vicente de la Barquera.jpg|thumb|Vista aérea da desembocadura da {{ilcx|Ria de San Vicente de la Barquera|Ria de San Vicente de la Barquera, na qual desaguam os rios Escudo e Gandarilla]]

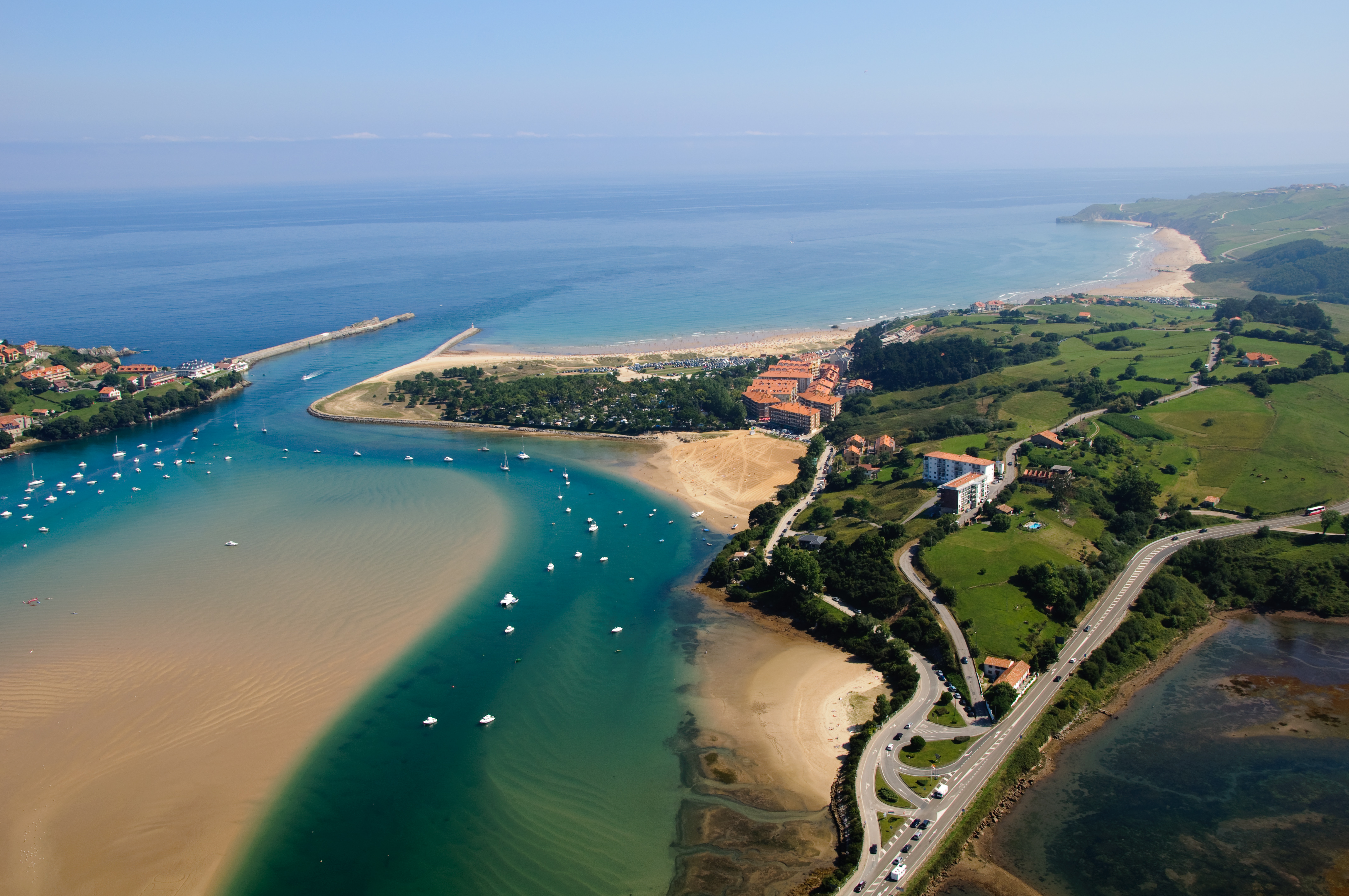
Vista aérea da desembocadura da ilcx|Ria de San Vicente de la Barquera|Ria de San Vicente de la Barquera, na qual desaguam os rios Escudo e Gandarilla

Os rios cântabros são curtos, rápidos e pouco caudalosos, percorrendo declives consideráveis devido à proximidade das suas nascentes nas montanhas das fozes no mar Cantábrico. Os seus percursos são geralmente perpendiculares à costa, à exceção do rio Ebro, e o seu caudal é persistente ao longo de todo o ano, devido à precipitação ser quase constante. A rapidez das águas, causada pelos desníveis consideráveis dos leitos, faz com que tenham um grande poder erosivo, formando os vales em forma de "V" característicos da cornija Cantábrica. Em geral o estado e conservação dos rios cantábricos é aceitável, mas a atividade humana, cada vez mais abundante devido ao aumento constante da população nos vales, exerce um forte pressão antrópica.
Os principais rios que dividem a região em várias bacias hidrográficas, as quais geralmente são divididas em três grande grupos: a Bacia Norte (Cuenca Norte), uma designação dada ao conjunto das bacias  hidrográficas dos rios que desaguam no mar Cantábrico; a bacia do Ebro (que desagua no Mediterrâneo); e a bacia do Douro (que desagua no oceano Atlântico). Nesta última bacia destaca-se o Camesa [es]. Na bacia do Ebro, além do próprio Ebro destaca-se o Híjar [es]. Entre os rios da Bacia Norte destacam-se o Agüera [es], Asón [es], Besaya [es], Deva, Escudo [es], Miera, Nansa [es], Pas [es], Pisueña [es] e o Saja [es].
As três bacias convergem no Pico Três Mares [es] (2 172,6 m), na comarca de Campoo-Los Valles, no limite com a província de Palência (Castela e Leão). Nas suas vertentes nascem os rios Híjar, Pisuerga e Nansa, que vertem, respetivamente, para o Mediterrâneo, Atlântico e Cantábrico. Além de Castela e Leão, a Cantábria é a única comunidade autónoma cujos rios desembocam em cada um dos três mares que rodeiam a Península Ibérica.
| Rio          | Comprimento (km) | Nascente                                       | Foz                                                     | Localidades da Cantábria                                                                                |
| ------------ | ---------------- | ---------------------------------------------- | ------------------------------------------------------- | --- |
| Asón [es]    | 39               | Collados del Asón [es], em Soba                | Ria de Limpias, baía de Santoña [es]                    | Arredondo, Ruesga, Ramales de la Victoria, Ampuero, Colindres                                           |
| Agüera [es]  | 21               | Contrafortes do Burgueño                       | Ria de Oriñón (entre Castro-Urdiales e Guriezo [es]     | La Matanza (Cantábria), El Puente (Guriezo), Oriñón (Castro-Urdiales)                                   |
| Besaya [es]  | 58               | Cueto Ropero, em Aradillos (Campoo de Enmedio) | Ria de San Martín [es], em Suances                      | Corrales de Buelna, Puente San Miguel (Reocín), Torrelavega, Bárcena de Pie de Concha                   |
| Camesa [es]  | 18               | Serra de Híjar [es], em Brañosera              | Rio Pisuerga, em Aguilar de Campoo                      | Mataporquera (Valdeolea)                                                                                |
| Deva         | 64               | Circo glaciar de Fuente Dé                     | Ria de Tina Mayor [es], em Unquera (Val de San Vicente) | Potes, Tama (Cillorigo de Liébana), La Hermida (Peñarrubia)                                             |
| Ebro         | 930              | Fontes do Híjar, Fontibre (Campoo de Suso)     | Delta do Ebro, em Deltebre (Catalunha)                  | Fontibre, Reinosa, Polientes (Valderredible)                                                            |
| Escudo [es]  | 21               | Serra do Escudo de Cabuérniga [es]             | Ria de San Vicente de la Barquera [es]                  | Roiz (Valdáliga), San Vicente de la Barquera                                                            |
| Híjar [es]   | 20               | Pico Três Mares [es]                           | Rio Ebro em Reinosa                                     | Brañavieja (Campoo de Suso), Espinilla (Campoo de Suso)                                                 |
| Miera        | 41               | Portillo de Lunada                             | Ria de Cubas [es], baía de Santander                    | San Roque de Riomiera, Liérganes, La Cavada (Riotuerto), Ceceñas (Medio Cudeyo), Solares (Medio Cudeyo) |
| Nansa [es]   | 46               | Serra da Peña Labra [es], Polaciones           | Ria de Tina Menor [es], em Pesués (Val de San Vicente)  | Lombraña (Polaciones), Santotís (Tudanca), Puentenansa (Rionansa), Pesués                               |
| Pas [es]     | 57               | Contrafortes de Castro Valnera [es]            | Ria de Mogro [es], nos municípios de Piélagos e Miengo  | Vega de Pas, Ontaneda (Corvera de Toranzo), Puente Viesgo, Vargas (Puente Viesgo), Oruña (Piélagos)     |
| Pisueña [es] | 36               | Pisueña, no município de Selaya                | Rio Pas, em Vargas (Puente Viesgo)                      | Selaya, Villacarriedo, Pomaluengo (Castañeda), Vargas                                                   |
| Saja [es]    | 67               | Parte norte da Serra do Cordel [es]            | Ria de San Martín [es], em Suances                      | Cabezón de la Sal, Torrelavega, Requejada (Polanco), Suances                                            |

### Vegetação
Segundo o "Plano Estratégico Regional sobre o Meio Natural" do Governo da Cantábria, os espaços naturais, nomeadamente os florestais, têm uma grande importância na comunidade autónoma, não só quantitativa (a superfície florestal ocupa cerca de 67,5% do território), mas também qualitativa, sendo fundamentais para a conservação da biodiversidade. Eses espaços albergam habitats representativos de flora e fauna silvestre, contribuem para a manutenção de processos ecológicos essenciais para a vida e para o meio ambiente, constituem uma parte substancial da paisagem rural e fornecem produtos naturais renováveis indispensáveis para o desenvolvimento socioeconómico do meio rural cantábrico.
Do ponto de vista da sua flora, a Cantábria situa-se entre duas regiões biogeográficas — a maior parte do território pertence à região biogeográfica euro-siberiana mas a extremidade meridional pertence à região mediterrânica. Esta situação fronteiriça tem um efeito direto nas características da paisagem vegetal da região, onde se misturam espécies mediterrânicas e atlânticas, que enriquecem a composição botânica dos diversos ecossistemas existentes. A vegetação das áreas da euro-siberiana caracteriza-se por bosques de espécies frondosas e caducifólias, como carvalhos e faias. A ação humana desde tempos remotos tem favorecido a criação de pastagens, existindo grandes superfícies de prados onde se alimenta gado bovino. Os prados são intercalados com plantações de eucaliptos (Eucalyptus globulus) e pequenas massas de bosques autóctones de carvalhos e freixos. Na parte meridional da Cantábria, na comarca de Campoo, junto à meseta castelhana, caracteriza-se por uma paisagem de transição para vegetação seca, onde variedades típicas de clima atlântico coexistem com variedades de clima mediterrânico. A sua diversidade vegetal deve-se à sua localização no limite do domínio biogeográfico mediterrânico, o que faz com que existam espécies próprias desse bioclima, como a azinheira e o medronheiro, que crescem em solos calcários pouco desenvolvidos e de humidade escassa.
As diversas altitudes da comunidade, que em pouca distância vão desde o nível do mar aos 2 600 m da Montanha, também contribuem para que a diversidade vegetal seja grande e exista um amplo número de biótopos.
Na Cantábria podem diferenciar-se vários níveis florísticos. Na franja litoral, representada por areais e dunas com vegetação reduzida e, junto deles, escarpas com vegetação herbácea exclusiva dessas zonas. Na Marina [es], a franja costeira que vai até aos 500 m de altitude, originalmente estava coberta por bosques de caducifólias, com espécies mistas como freixos, tílias, loureiros, avelaneiras, bordos, carvalhos, choupos, bétulas, azinheiras, etc. As margens fluviais eram povoadas por bosques ribeirinhos de amieiros e salgueiros. Atualmente, esses bosques primitivos desapareceram quase completamente, apenas restando algumas massas florestais autóctones de carácter residual em áreas de difícil cultivo. Em sua substituição há agora prados, zonas de pastagem muito produtivas graças ao clima benigno, que sustentam a economia rural cantábrica. Junto a esses prados há extensos repovoamentos monoespécie de eucaliptos, destinados à indústria de papel, que em alguns contextos têm vindo a ser questionadas.
Os "níveis médios de montanha", entre 500 a 1100 m de altitude, são povoados por bosques monoespécie de carvalho-roble e (Quercus robur) e carvalho-branco (Quercus petraea) nas encostas mais ensolaradas. Nas zonas de sombra, sobretudo acima dos 800 m, destacam-se os bosques de faia-europeia Fagus sylvatica, sendo também relativamente frequente o azevinho (Ilex aquifolium), que produz frutos comestíveis no inverno, que são quase o único sustento de muitas espécies animais.
No "nível subalpino", em cotas já muito altas, a vegetação é composta por bétulas, matagais e herbáceas como as gramíneas, que são de especial importância na economia pecuária durante o verão, pois funcionam como pastagens de altitude (chamadas na região brañas ou branizas) onde se alimenta gado bovino e equino.
Além destes níveis florísticos, cabe mencionar também as peculiaridades da comarca de Liébana, que por ter um microclima particular semelhante ao mediterrânico, ali crescem sobreiros (Quercus suber), vinhas e oliveiras (Olea europaea), e onde o grau de degradação devido à atividade humana é muito baixo.

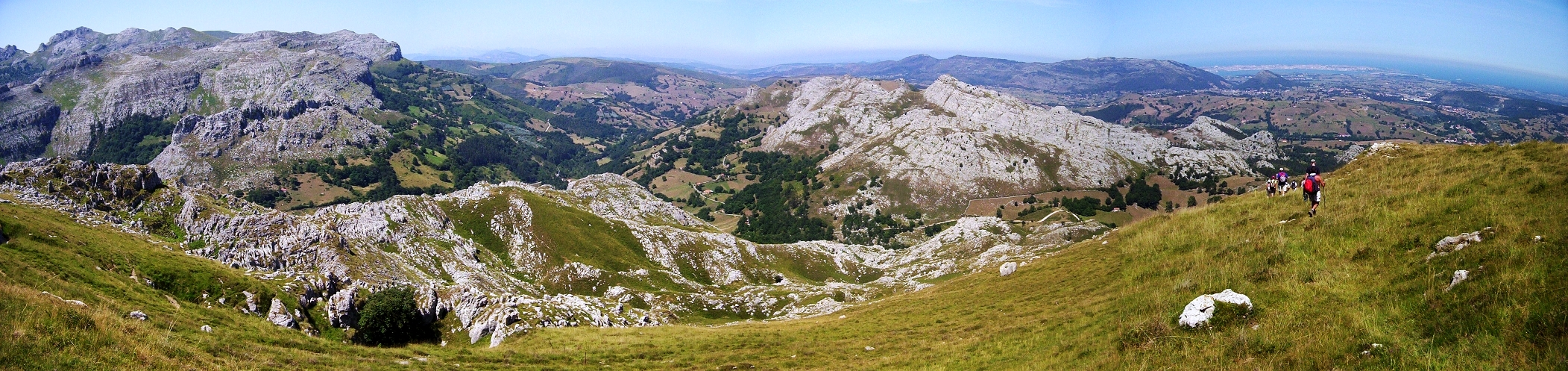
Panorâmica desde o Alto de Brenas (579 m de altitude), em Riotuerto, da cordilheira Cantábrica (à esquerda) e da Marina [es], com a cidade de Santander ao fundo e à direita
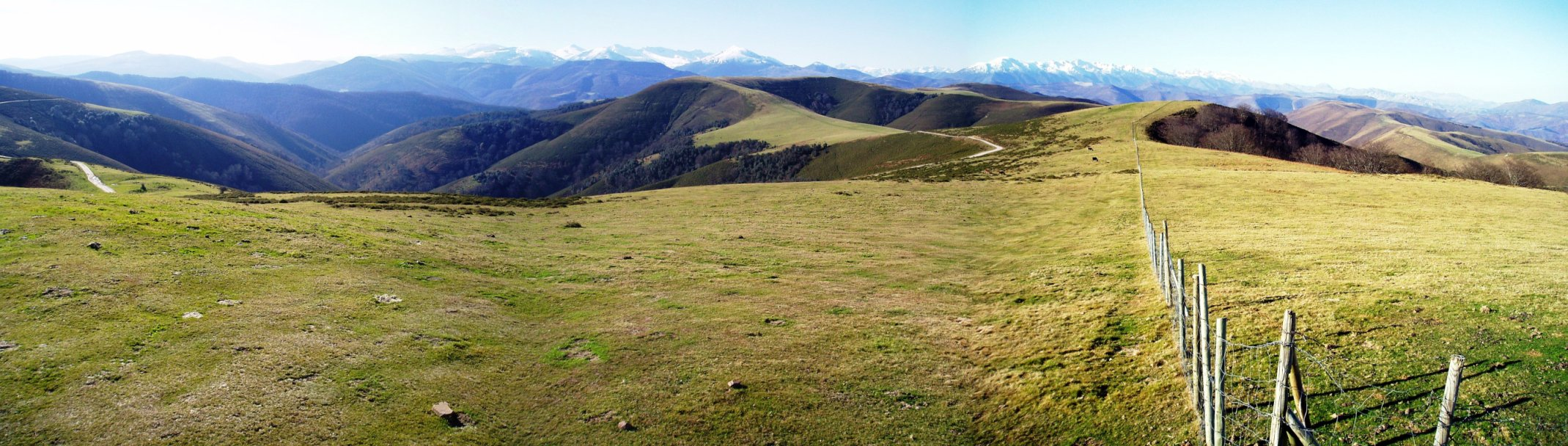
Brañas (pastagens de altitude) vistas desde o Pico Tordias (968 m), em Arenas de Iguña

### Fauna
A fauna da Cantábria é rica, tanto em número de espécies como na importância e singularidade de algumas delas, devido ao ainda baixo nível de antropização, à variedade de meios e à sua situação geográfica. Tal como ocorre com a flora, a situação de fronteira entre as regiões biogeográficas euro-siberiana e mediterrânica contribui para que se encontrem espécies típicas da região atlântica em áreas onde também se encontram espécies típicas da região mediterrânica. Estão contabilizadas pelo menos 280 espécies de vertebrados que se reproduzem na região, das quais 73 espécies de mamíferos, agrupadas em 20 famílias, 156 espécies de aves que se reproduzem na região, a que se somam outras espécies visitantes, e 25 espécies de peixes de água doce. Alguns dos mamíferos são endémicos da Península Ibérica, como a toupeira-ibérica (Talpa occidentalis), a toupeira-d'água (Galemys pyrenaicus), lebre-ibérica (Lepus granatensis) e a lebre-cantábrica (Lepus castroviejoi); outras são espécies introduzidas, como a gineta (Genetta genetta), o vison-americano (Neovison vison) e o ratão-do-banhado (Myocastor coypus).

### Espaços naturais protegidos
| \| Parques nacionais, parques naturais e monumentos naturais [19] \| Parques nacionais, parques naturais e monumentos naturais [19] \| Parques nacionais, parques naturais e monumentos naturais [19] \| Parques nacionais, parques naturais e monumentos naturais [19] \| \| [‽] \| Nome e coordenadas \| Área (ha) \| Ano de criação \| \| -------------------------------------------------------------- \| ----------------------------------------------------------------------------------- \| -------------------------------------------------------------- \| -------------------------------------------------------------- \| \| 1 \| Parque Nacional dos Picos da Europa 43.21° N 4.84° O \| 15 381 \| 1995 [♦] \| \| 2 \| Parque Natural das Dunas de Liencres [es] 43.44781° N 3.96263° O \| 195 \| 1986 \| \| 3 \| Parque Natural de Oyambre [es] 43.38659° N 4.36535° O \| 5 758 \| 1988 \| \| 4 \| Parque Natural do Saja-Besaya [es] 43.154° N 4.191° O \| 24 500 \| 1988 \| \| 5 \| Parque Natural do Maciço de Peña Cabarga [es] 43.3704° N 3.8076° O \| 2 588 \| 1989 [♥] \| \| 6 \| Parque Natural de Collados del Asón [es] 43.19479° N 3.59768° O \| 4 740 \| 1999 \| \| 7 \| Monumento Natural Sequóias do Monte Cabezón [es] 43.31992° N 4.25864° O \| 2,4 \| 2003 \| \| 8 \| Parque Natural das Marismas de Santoña, Victoria e Joyel [es] 43.43278° N 3.4825° O \| 6 979 \| 2006 \| \| Total: \| Total: \| 601 434 \| \| |                                                                                     |           |                |
| [‽] ^ Número no mapa [♦] ^ Foi criado em 1918, mas durante muitas décadas o seu território só incluía uma zona nas Astúrias. A área refere-se à parte que se situa na Cantábria, pois há partes do parque que ficam nas Astúrias e em Castela e Leão. A área total é 67 127 ha. [♥] ^ Em termos legais não é considerado um parque natural, pois a declaração do Governo da Cantábria foi anulado por ordem judicial por não haver plano de ordenação. Desde então ficou num limbo jurídico; em janeiro de 2019 foi anunciado que a sua área iria finalmente ser classificada como paisagem protegida. |                                                                                     |           |                |
| Parques nacionais, parques naturais e monumentos naturais |                                                                                     |           |                |
| [‽] | Nome e coordenadas                                                                  | Área (ha) | Ano de criação |
| 1 | Parque Nacional dos Picos da Europa 43.21° N 4.84° O                                | 15 381    | 1995 [♦]       |
| 2 | Parque Natural das Dunas de Liencres [es] 43.44781° N 3.96263° O                    | 195       | 1986           |
| 3 | Parque Natural de Oyambre [es] 43.38659° N 4.36535° O                               | 5 758     | 1988           |
| 4 | Parque Natural do Saja-Besaya [es] 43.154° N 4.191° O                               | 24 500    | 1988           |
| 5 | Parque Natural do Maciço de Peña Cabarga [es] 43.3704° N 3.8076° O                  | 2 588     | 1989 [♥]       |
| 6 | Parque Natural de Collados del Asón [es] 43.19479° N 3.59768° O                     | 4 740     | 1999           |
| 7 | Monumento Natural Sequóias do Monte Cabezón [es] 43.31992° N 4.25864° O             | 2,4       | 2003           |
| 8 | Parque Natural das Marismas de Santoña, Victoria e Joyel [es] 43.43278° N 3.4825° O | 6 979     | 2006           |
| Total: | Total:                                                                              | 601 434   |                |

| Zonas de proteção especial para aves | Zonas de proteção especial para aves | Zonas de proteção especial para aves |
| Nome | Área (ha)                            | Ano de criação                       |
| --- | ------------------------------------ | ------------------------------------ |
| Barragem do Ebro [es] | 6 711                                | 2000                                 |
| Desfiladeiro de La Hermida | 6 350                                | 2000                                 |
| Hoces do Ebro | 4 080                                | 2000 [◊]                             |
| Liébana | 29 071                               | 2000                                 |
| Marismas de Santoña, Victoria y Joyel | 6 904                                | 1994                                 |
| Serra do Cordel [es] e cabeceiras do Nansa [es] e do Saja [es] | 16 244                               |                                      |
| Serra de Híjar [es] | 4 730                                | 2000                                 |
| Serra de Peña Sagra [es] | 5 020                                | 2000                                 |
| Total: | 79 110                               |                                      |
| [◊] ^ Esta área protegida tem continuidade a sul no Parque Natural das Hoces do Alto Ebro e Rudrón [es], na província de Burgos. Hoce é uma forma em desuso de hoz, que significa "parte estreita de um vale profundo" (onde corre um rio, cujo leito estreita ao passar entre duas montanhas), ou seja é um desfiladeiro onde corre um rio. |                                      |                                      |

| Sítios de importância comunitária                               | Sítios de importância comunitária |
| Nome                                                            | Área (ha)                         |
| --------------------------------------------------------------- | --------------------------------- |
| Vales altos do Nansa e Saja e Alto Campoo                       | 51 098                            |
| Liébana                                                         | 42 546                            |
| Montanha oriental [es]                                          | 21 679                            |
| Rio e Barragem do Ebro [es]                                     | 7 685                             |
| Marismas de Santoña, Victoria y Joyel                           | 3 701                             |
| Serra do Escudo [es]                                            | 3 198                             |
| Rias ocidentais e duna de Oyambre [es]                          | 1 272                             |
| Rio Pas [es]                                                    | 957                               |
| Serra do Escudo de Cabuérniga [es]                              | 787                               |
| Dunas do Puntal [es] e estuário do Miera [es]                   | 675                               |
| Nansa [es]                                                      | 569                               |
| Dunas de Liencres [es] e estuário do Pas                        | 544                               |
| Rio Asón [es]                                                   | 530                               |
| Costa central e ria de Ajo [es]                                 | 444                               |
| Rio Deva                                                        | 397                               |
| Rio Miera                                                       | 395                               |
| Rio Saja [es]                                                   | 321                               |
| Rio Camesa [es]                                                 | 245                               |
| Rio Agüera [es]                                                 | 214                               |
| Caverna no município de Val de San Vicente                      | 180                               |
| Caverna nos municípios de Santillana del Mar e Alfoz de Lloredo | 112                               |
| Total:                                                          | 138 523                           |

#### Comarcas

##### Comarcas tradicionais
A Lei 8/1999 da Comunidade Autónoma da Cantábria, de 28 de abril de 1999, estabelece que a comarca é uma entidade da organização territorial da comunidade autónoma. Esta lei abriu caminho à comarcalização (divisão em comarcas), cuja criação passou a ser incentivada. No entanto, a obrigatoriedade de todo o território estar comarcalizado só está prevista quando 70% do território já pertença a comarcas. A mesma lei estabelece que a cidade de Santander não se vai reger pela lei de comarcalização e que em vez disso deverá constituir a sua própria área metropolitana.
As comarcas não têm carácter administrativo oficial e as únicas comarcas que funcionam de modo semelhante ao das comarcas administrativas de outras partes de Espanha e que estão claramente definidas são as de Liébana (nos Picos da Europa), Trasmiera e Campoo (no vale do Ebro).
A comarca de Asón-Agüera situa-se na parte oriental da comunidade e tem um carácter fundamentalmente rural. Nela se encontram os cursos altos dos rios Asón [es] e Agüera [es], junto ao limite com a Biscaia. A sua sede comarcal é Ramales de la Victoria.
A comarca de Besaya situa-se no centro da comunidade e a sua sede é Torrelavega. Estende-se ao longo do vale do rio Besaya [es], que funciona como eixo ou corredor pelo qual passam as principais vias de comunicação. É uma das zonas mais industrializadas da Cantábria.
A comarca de Campoo-Los Valles, também conhecida simplesmente como Campoo, situa-se na parte sul da comunidade, abarcando toda a cabeceira do vale do Ebro. O seu núcleo de serviços à população é Reinosa. Tem um carácter marcadamente rural, à exceção das zonas industriais de Reinosa e de Mataporquera (a capital do município de Valdeolea) e nos últimos anos tem passado por um processo significativo de despovoamento e desindustrialização.
A comarca da Costa Ocidental situa-se na parte noroeste da comunidade, estendendo-se ao longo da costa desde Santillana del Mar até ao limite com as Astúrias. Tem um carácter principalmente urbano e turístico. A sua sede comarcal é San Vicente de la Barquera.
A comarca da Costa Oriental estende-se desde Colindres até ao limite com a Biscaia (no País Basco); a sul vai até às montanhas pré-litorais. Tem um carácter principalmente urbano e turístico.
A comarca de Liébana é a mais ocidental da Cantábria, situada entre os Picos da Europa e a serra de Peña Sagra [es]. A sua orografia, basicamente uma grande cova entre paredes de calcário, torna a comarca melhor definida da Cantábria. Tradicionalmente isolada, é uma região rural cuja sede é Potes e atrai muitos turistas devido ao seu património natural e histórico.
A comarca de Saja-Nansa estende-se a sul da Costa Ocidental desde a comarca de Besaya até ao limite com as Astúrias e com Liébana. A sul confronta a comarca de Campoo. Ou seja, vai desde a Marina [es] até ás montanhas da Peña Sagra e da cordilheira Cantábrica. Tem carácter eminentemente rural e a sua sede comarcal é Cabezón de la Sal.
A comarca de Santander é de carácter claramente industrial e urbano. Nela se concentra praticamente metade da população da Cantábria. É constituída pelos municípios a oeste e a sul baía de Santander e pelo município de Penagos, estendendo-se a sul até a serra da Matanza. A sua sede é Santander.
A comarca de Trasmiera abarca a área desde a baía de Santander até Santoña, a sua sede comarcal, junto à Costa Oriental, estendendo-se a sul até à comarca de Asón-Agüera. Tradicionalmente era uma comarca rural, mas nas últimas décadas tem vindo a tornar-se uma zona turística e registou um aumento considerável da sua população, devido à sua proximidade de Santander.
A comarca dos Vales Pasiegos, também conhecida como Pas-Miera e Pas-Pisueña-Miera, situa-se a sul da comarca de Santander e é limitada a oeste pela comarca de Besaya, a leste pela de Asón-Agüera e a sul por Castela e Leão. Abarca os cursos altos dos rios Pas [es] e do Miera, onde se encontram também os vales de Toranzo, Carriedo, Cayón e do Vale do Pas (ou vale Pasiego); este último destaca-se pelas suas características históricas. A sua sede comarcal é Villacarriedo.

##### Comarcas naturais e históricas
Em termos de características físicas do ambiente natural é comum dividir a Cantábria em três "franjas" e dez comarcas ou regiões naturais. Na chamada franja ou faixa costeira, encontra-se a Marina [es]. Na franja intermédia, constituída pelos vales cantábricos perpendiculares à costa, encontram-se Liébana e os vales  do Nansa [es],  do Saja [es], do Besaya, do Pas-Pisueña, do Miera,  do Asón [es]-Gándara e de Soba [es] (este último é uma parte do vale do Gándara). Na franja meridional, constituída pelas bacias hidrográficas dos rios Ebro e Douro, correspondente à comarca tradicional de Campoo-Los Valles, distinguem-se duas comarcas ditas naturais: a de Campoo e a dos vales do sul (nos municípios de Valderredible, Valdeolea e Valdeprado).
A partir do século XIII a organização territorial da Cantábria em vales, típica de todo o norte de Espanha, foi substituída pelas cidades, vilas ou comarcas históricas que agrupavam vales: Liébana, Astúrias de Santillana [es], Trasmiera, Campoo-Los Valles e Valderredible.

### Demografia
Em 2020 a Cantábria tinha 582 905 habitantes (densidade: 109,5 hab./km²), segundo o Instituto Nacional de Estatística espanhol, o que representava 1,25% da população de Espanha. Em termos demográficos, só há três regiões autónomas espanholas mais pequenas do que a Cantábria: a comunidade autónoma da Rioja (319 653 habitantes em 2020) e as cidades autónomas de Ceuta (83 842 hab.) e Melilha (87 076 hab.). A Cantábria ocupa o 28.ª lugar das 50 províncias espanholas em número de habitantes.
A esperança de vida é de 80 anos para os homens e 87 anos para as mulheres.[carece de fontes?] Em termos nacionais, a esperança de vida na Espanha em 2005 era de 80,3 anos (76,9 para os homens e 83,6 para as mulheres). Comparativamente a outras regiões espanholas, a Cantábria tem taxas de imigração relativamente baixas: em 2017, os imigrantes constituíam 4,99% da população, quando no mesmo 9,79% da população de Espanha eram imigrantes. As nacionalidades predominantes em 2017 eram a romena, moldava, marroquina, colombiana, peruana, dominicana, equatoriana e brasileira.
As principais povoações cantábricas encontram-se na zona litoral, onde se tem assistido a grande desenvolvimento urbanístico e aumento de população, ao passo que as zonas interiores sofrem de elevado despovoamento. Entre as principais cidades da comunidade autónoma destacam-se a capital, Santander, com 172 221 habitantes em 2021, Torrelavega (51 237 hab.; o segundo núcleo urbano e industrial da Cantábria) e Castro-Urdiales (32 975 hab.). As duas primeiras são os núcleos principais da conurbação denominada área metropolitana de Santander-Torrelavega. A província da Cantábria é a 23.ª da Espanha na qual existe uma maior percentagem de habitantes concentrados na capital (29,56%; o total nacional é 31,96%).
Em 2011, a delinquência na região era significativamente mais baixa do que a média espanhola, com uma taxa de delitos de 29,5 infrações penais por cada mil habitantes, em contraste com a média espanhola de 45,1 e cerca de 70 da União Europeia.

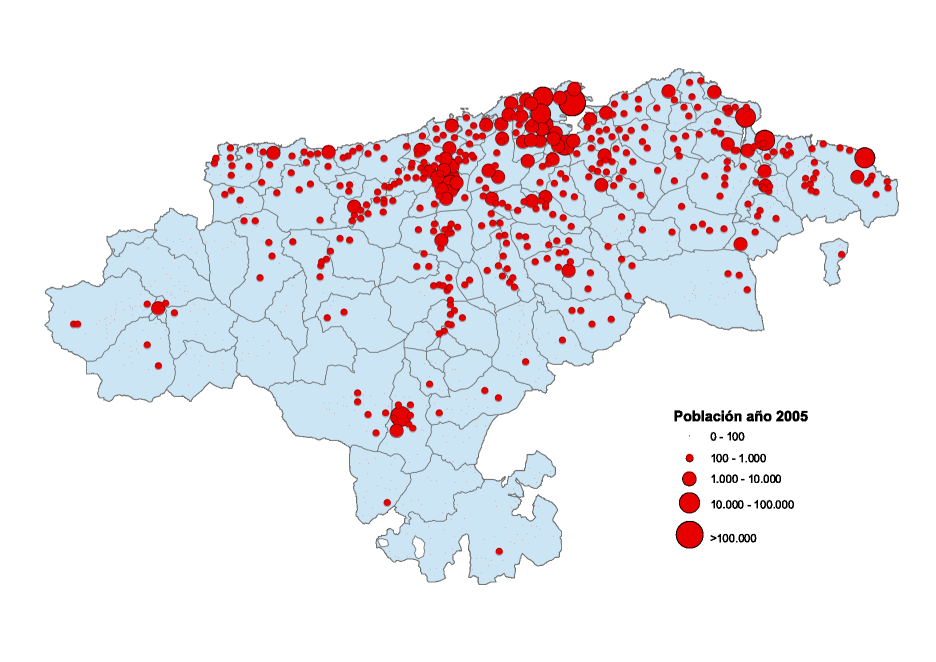
Mapa demográfico por núcleos ubanos em 2005
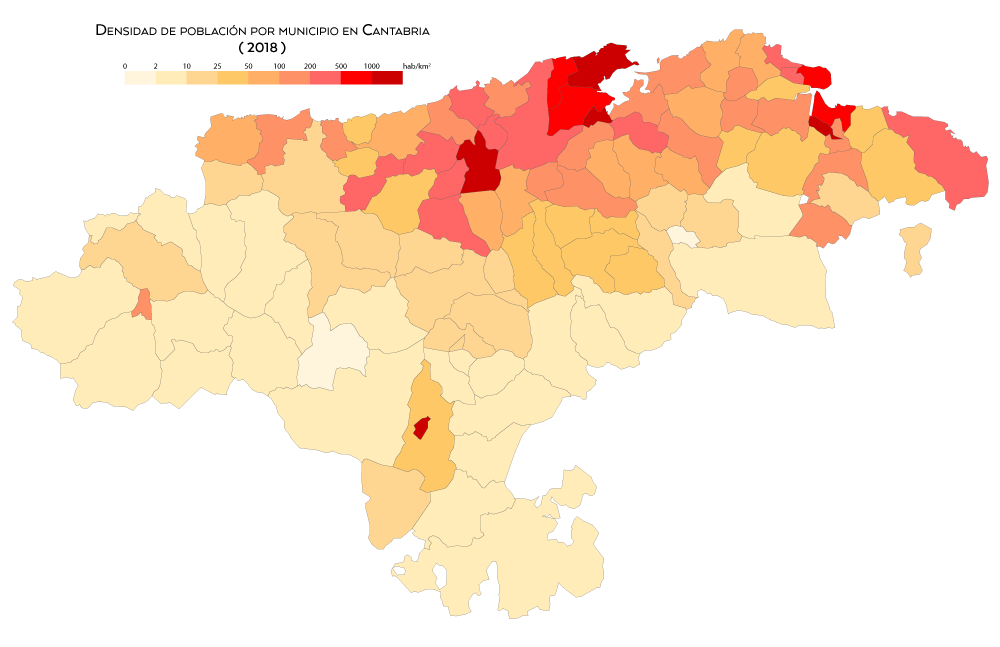
Densidade populacional por município em 2018
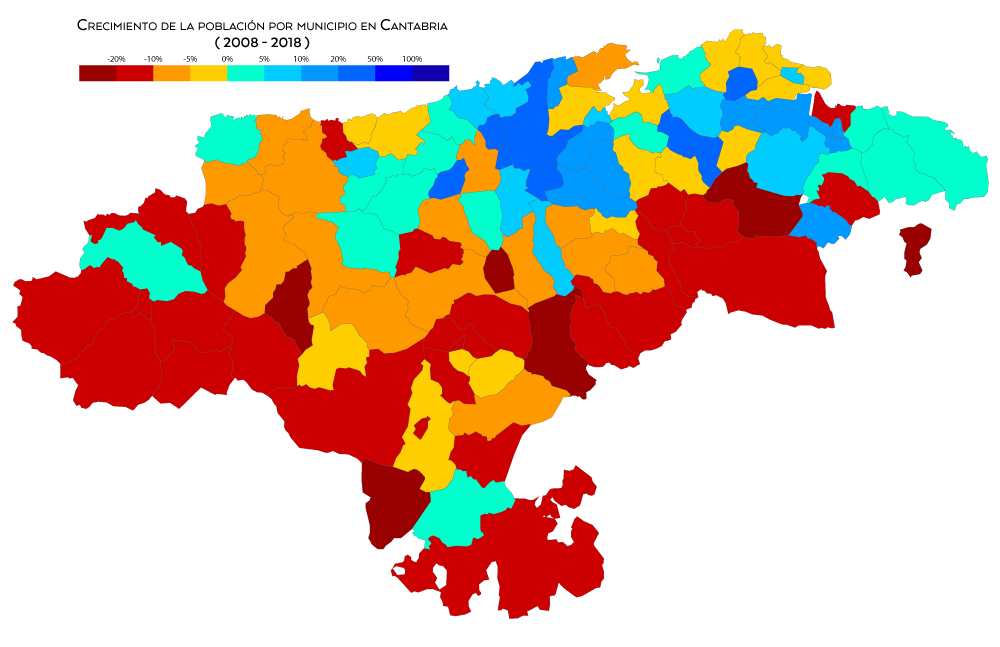
Crescimento populacional por município em 2018
Crescimento demográfico por município em 2009  Crescimento negativo  Crescimento positivo

#### Línguas
A língua oficial da Cantábria é o castelhano, que é falado em toda a comunidade. Também existe o cântabro (ou montanhês), um dialeto de transição entre o asturo-leonês e o castelhano, que atualmente está praticamente desaparecido, só sendo usado em algumas zonas rurais do interior por pessoas de idade avançada. Recentemente foram realizadas algumas iniciativas para preservar o cântabro, o qual não tem qualquer tipo de reconhecimento oficial ou proteção institucional.[carece de fontes?]

#### Religião
Entre 2010 e 2012, o Centro de Investigações Sociológicas (CIS) espanhol realizou um estudo na Cantábria que incluiu a entrevista a 1 398 pessoas, o qual conclui que 75,1% dos habitantes da comunidade autónoma eram cristãos católicos (37,1% afirmaram não ser praticantes), 1,8% eram de outras religiões, 15% não estavam afiliados a qualquer religião e 8,1% eram ateus.

## História

### Pré-história e Antiguidade
A presença humana mais antiga conhecida na cornija Cantábrica data de há 200 000 anos (Paleolítico). Os Homo erectus, que surgiram na região durante um período interglaciar, organizavam-se em clãs seminómadas de caçadores-recoletores que fabricavam bifaces. Durante a glaciação de Würm o homem de Neandertal ocupou cavernas e desenvolveu uma importante indústria lítica (pontas, rascadores [es], raspadores, denticulados [es], etc.), que será levada ao seu auge pelo Homo sapiens durante o Paleolítico Superior (com azagaias e bastões perfurados [es], por exemplo).
A arte desenvolvida por esses homens das cavernas, rupestre e móvel, é encontrada em numerosas cavernas cantábricas, como Altamira, El Castillo, La Pasiega, Las Monedas, Covalanas [es], Hornos de la Peña [es] e El Pendo, entre muitas outras. Os humanos que nelas viviam produziam gravuras, pinturas e alguns arremedos de escultura, representando as suas presas de caça (como veados, cavalos, bisontes e renas), motivos geométricos e simbólicos, mas raramente figuras humanas e nunca os seus inimigos predadores.
A revolução neolítica, que marcou o aparecimento de sociedades agrícolas, iniciada no Oriente, chegou às costas do mar Cantábrico com um acentuado desfasamento cronológico em relação ao Mediterrâneo. Durante muito tempo essa área da Península Ibérica foi uma região marginal, onde coexistiram sociedades caçadoras-recoletoras e sociedades produtoras (agrícolas e pecuárias). Em termos culturais, destaca-se nessa época o megalitismo, ligado à pecuária transumante.
Os romanos encontraram na Cantábria uma sociedade dividida em clãs, sem unidade política, que vivia em castros (povoados fortificados) e praticava pilhagens na Meseta Central para equilibrar as sua frágil economia. Para pôr termo às pilhagens, explorar os recursos minerais, alargar e consolidar as fronteiras do Império Romano e obter honras de vitórias militares, em c. 29 a.C. Augusto iniciou as Guerras Cantábricas com o objetivo de tomar o controlo dos territórios dos cântabros e ástures, que duraram dez anos. A romanização da Cantábria foi tardia, centrando-se na exploração mineira e pecuária, que definiu a disposição das vias de comunicação, adequando-as ao transporte das mercadorias. As únicas urbes que se destacaram foram Julióbriga (geralmente identificada com as ruínas existentes em Retortillo, no município de Campoo de Enmedio) e Flavióbriga (provavelmente a atual Castro-Urdiales).

### Idade Média
Aos romanos sucederam os visigodos. Em 574, o rei Leovigildo consolidou o seu domínio na cordilheira Cantábrica conquistando a praça de Amaya, que  poucos anos depois seria a capital do Ducado da Cantábria, uma província do Reino Visigótico. No início do século VIII, a invasão muçulmana chegou a Amaya, provocando a fuga de muitos hispanogodos para norte. Em 722, a vitória de Pelágio frente aos mouros na Batalha de Covadonga permitiu a criação do Reino das Astúrias, a entidade política na qual se configurou a sociedade cantábrica medieval, a qual passou por assentamento de aldeias nos vales, implantação duma economia agrária baseada nos cereais, vinha e frutas. O cristianismo triunfou e foi introduzido o feudalismo, desenvolvendo-se senhorios religiosos vinculados aos primeiros mosteiros, onde floresceu a chamada arte de repovoação, nomeadamente São Turíbio de Liébana, Santa Maria de Piasca, Santa Juliana (atual Colegiada de Santillana del Mar [es]), Santo Emetério e São Celedónio [es] (no local da atual Catedral de Santander), São Pedro de Cervatos [es] e São Martinho de Elines [es].
O avanço da Reconquista para sul provocou novamente a marginalização da região, que só voltaria a ter um papel histórico relevante a partir do século XII, com a concessão de forais às vilas marítimas (San Vicente de la Barquera, Santander, Laredo e Castro-Urdiales) pela coroa castelhana, com o objetivo de impulsionar o comércio de lã com as cidades do norte da Europa e assegurar as fronteiras do reino. As vilas registaram um crescimento demográfico e desenvolvimento urbano notável, prosperando graças à pesca e ao comércio. O gótico foi introduzido na região (onde se destacam as quatro grandes catedrais). A sua prosperidade leva essas vilas a confederar-se, formando a Irmandade das Quatro Vilas [es] e depois, em 1296, a Irmandade das Vilas da Marina de Castela com Vitória [es], também conhecida como Hermandad de las Marismas, da qual faziam parte, além das quatro vilas costeiras cantábricas, Vitória, Getaria, San Sebastián, Bermeo e Hondarribia. O objetivo dessas federações era fortalecer a posição comercial em relação à competição do outro lado do golfo da Biscaia, sobretudo o comércio de lã e farinha com a Flandres e a Inglaterra. No século XIII, essas irmandades apoiaram a coroa na conquista de cidades andaluzas.
A crise do século XIV refletiu-se nas guerras de bandos [es], provocadas pelas diversas famílias que compunham a estrutura senhorial da Cantábria, que procuravam ampliar o seu património, nomeadamente os La Vega [es], os Manrique [es] e os Velasco [es]. Estes conflitos feudais assolaram a Cantábria durante praticamente um século, só terminando com a imposição da autoridade real durante o reinado dos Reis Católicos (r. 1474–1504).
Durante a Idade Média, a estrutura administrativa cantábrica baseou-se em concelhos, juntas (também chamadas valles) e merindades, conforme está descrito no “Livro das Merindades de Castela” (conhecido como “Becerro de las Behetrías [es]”), de 1352. Posteriormente foram criados os corregimentos como organismos de controlo estatal: um para as comarcas das  Astúrias de Santillana [es], Campoo e Liébana; e outro para as Quatro Vilas e Trasmiera.

### Idade Moderna
O fim da Idade Média, no século XV, não alterou a situação de desintegração político-administrativa da Cantábria, que continuou dividida em vilas e vales, reguengos e senhorios, litorial e interior. No século XVI as vilas de pescadores entraram em crise, devido às distorções económicas causadas pelas guerras de hegemonia dos Áustria e pelas sucessivas crises de fome e peste entre o final do século e a primeira metade do século XVII. Por outro lado, a introdução de novos produtos agrícolas provenientes da América, especialmente o milho, melhorou a precária dieta alimentar das populações, possibilitando uma recuperação demográfica que continuou ao longo do século XVIII. A abertura do Caminho das Farinhas [es] em 1753 converteu Santander no principal porto da Coroa de Castela de ligações com a América, conforme estabelecido nos Reais Decretos de 1765 e 1778, o que fez com que a cidade registasse um grande desenvolvimento das suas atividades comerciais. Em 1754 a capital cantábrica foi elevada a sede episcopal, em 1755 recebeu o título de cidade e em 1785 foi criado o Consulado do Mar local.
À medida que se aproximava o fim da Idade Moderna, os projetos de unidade das comarcas cantábricas foram ganhando força, seguindo duas correntes distintas. Uma, mais tradicional, protagonizada pela Irmandade das Quatro Vilas [es], que estava interessada especialmente na defesa das suas isenções fiscais, e pela Província dos Nove Vales [es], daria origem à criação da Província da Cantábria de 1778 [es]. Outra corrente, ligada à burguesia santaderina, seria a triunfante, resultando na criação da Província de Santander em 1801, que depois foi definitivamente restaurada em 1833, no âmbito do esquema territorial implantado por Javier de Burgos [es].

### Séculos XIX e XX
Durante o século XIX foram iniciados vários processos que iriam configurar a Cantábria contemporânea. Em termos administrativos ocorreu a unificação territorial, com a formação da Província de Santander, o que, não obstante, não acabou com os problemas de desintegração e de comunicação que afetavam grande parte do território. Economicamente, assiste-se ao triunfo da economia mercantil santanderina até à segunda metade do século, quando o declínio do comércio antilhano levou a que houvesse uma reorientação da produção, com a produção de gado bovino e a exploração mineira a antecederam o notável crescimento industrial do século XX.
Em termos sociais, é o século da hegemonia da burguesia, que fez surgir uma nova classe média e uma incipiente classe operária, com a progressiva introdução de atividades industriais. É também nesse século que se iniciou o despovoamento dos vales interiores, com uma acentuada emigração da população para a costa e para os núcleos urbano-industriais, como a baía de Santander, a bacia do Besaya, a foz do Asón [es], Castro-Urdiales, e para fora da região, nomeadamente para a América e para a Andaluzia. Politicamente, triunfou o liberalismo dinástico, com a consolidação da Província, que conseguiu estabelecer de forma estável o turismo durante a Restauração Bourbon (1874–1931), graças às redes clientelares tecidas por um caciquismo que encontra um ambiente favorável no espaço cantábrico rural e compartimentado. Nos centros urbanos desenvolveu-se um vigoroso republicanismo e no final do século surgiram as primeiras organizações operárias.
As mudanças iniciadas no século XIX aprofundaram-se e foram aceleradas no  século XX. Demograficamente acentua-se o despovoamento quase total das montanhas e vales do interior, distantes dos principais centros urbanos e das vias de comunicação, com a população a concentrar-se ainda mais na costa e áreas urbanas. Economicamente consolida-se o desenvolvimento industrial baseado na produção de laticínios,  pesca, química e metalurgia, atingindo a sua máxima expressão em meados do século; a partir de então iniciou um lento declínio que acabaria por desembocar na crise grave e consequente reconversão das década de 1970 e 1980, um período crítico, que teve influência na complexa estabilização da autonomia.
Socialmente assistiu-se a uma significativa proletarização, criando-se um forte contraste entre áreas industriais e zonas agrárias, que nos anos 1930 foi uma das principais causas para confrontos durante a Guerra Civil Espanhola. A desindustrialização do último terço do século alterou o perfil socioprofissional da região, diminuindo ainda mais a população agrária, reduzindo a população operária e impulsionando o setor terciário. Além disso, desde os anos 1960, desenvolve-se o turismo com excessiva sazonalidade.
Politicamente, os impulsos democratizadores surgem no primeiro terço do século, consolidando-se durante a Segunda República, um período de intensa atividade política. A imposição da ditadura franquista eliminou as organizações democráticas, com o regime a ser sustentado por redes caciquistas renovadas. A recuperação da democracia a partir de 1975 — que na Cantábria é inseparável da conquista da autonomia — consolidou-se, embora persistam traços do antigo caciquismo, agora envolto num certo discurso regionalista algo vago, que é sustentado por ligações entre a classe política e a promoção imobiliária, que fomenta redes clientelares. A política regional é predominantemente conservadora, para o que contribuiu o longo e traumático processo de desindustrialização.
Na sequência da aprovação da constituição espanhola de 1978, foi aberta a porta para a autonomia das regiões espanholas. A incipiente comunidade de Castela e Leão começou por pretender integrar a antiga Província de Santander no seu projeto estatutário, mas as pressões dos municípios e autoridades cantábricas impulsionaram um projeto de estatuto para a região, que foi aprovado pela assembleia regional e por 87 dos 102 municípios da Cantábria. À semelhança de Madrid e da Rioja, foi concedido à Cantábria a chamada pré-autonomia por um decreto-lei. Em 1979 foi iniciada a redação do Estatuto de Autonomia, que seria aprovado pelas Cortes Gerais em 1981. Finalmente, em 1 de fevereiro de 1982, entrou em vigor o Estatuto de Autonomia, que converteu oficialmente a antiga Província de Santander na comunidade autónoma da Cantábria. O estatuto foi reformado em 1998, suprimindo-se a possibilidade de incorporação da Cantábria em Castela e Leão (artigo 58) e a região passa a ser denominada "comunidade histórica".

## Governo e administração
O Estatuto de Autonomia da Cantábria, aprovado a 30 de dezembro de 1981, estabelece que as instituições políticas da comunidade autónoma respeitam os direitos fundamentais e as liberdades públicas, ao mesmo tempo que garantem o impulsionamento do desenvolvimento regional na base de relações democráticas. Nesse documento são  enumeradas e descritas as competências que o governo espanhol deve transferir para a comunidade autónoma, as quais nem todas foram ainda transferidas, à semelhança do que acontece com outras comunidades autónomas.
O Parlamento da Cantábria é a principal instituição de autogoverno da comunidade autónoma, sendo o órgão representativo do povo cantábrico. É constituído por 35 a 45 deputados, eleitos por sufrágio universal direto, livre e secreto. As principais funções do parlamento são exercer o poder legislativo, aprovar os orçamentos da comunidade autónoma, promover e controlar a ação governamental e desenvolver as demais competências que lhe são conferidas pela constituição espanhola, pelo estatuto de autonomia e pelas demais regras do ordenamento jurídico. Além disso, é o parlamento elege o seu presidente.
O Presidente da Cantábria detém a mais representação da comunidade autónoma, além de representar o Estado na mesma e presidir, dirigir e coordenar a sua atuação. É eleito pelo parlamento entre os seus membros, após consulta às forças políticas nele representadas, e nomeado pelo rei. Após a sua nomeação, apresenta o seu programa no plenário da câmara parlamentar e para se manter no cargo o programa deverá ser aprovado por maioria simples ou absoluta.
O Governo da Cantábria é o órgão encarregado de dirigir a ação política e exerce a função executiva e a autoridade reguladora de acordo com a constituição, o estatuto de autonomia e as restantes leis. É composto pelo residente da Cantábria, pelo vice-presidente (a quem o presidente pode delegar temporariamente as suas funções executivas e representativas) e pelos conselheiros, que são nomeados e demitidos pelo presidente.

### Eleições
As eleições autonómicas (regionais) ocorrem a cada quatro anos, coincidindo com as eleições municipais. Nelas são eleitos os deputados do Parlamento da Cantábria. As primeiras foram realizadas a 8 de maio de 1983.
Após várias legislaturas presididas pelo Partido Popular da Cantábria [es] (PPC; a federação regional do Partido Popular) ou pela União para o Progresso de Cantábria de Juan Hormaechea, entre 2003 e 2011 o Governo da Cantábria foi dirigido por uma coligação entre o Partido Regionalista da Cantábria (PRC) e o Partido Socialista da Cantábria (PSC-PSOE; a federação regional do Partido Socialista Operário Espanhol), quando o Presidente da Cantábria foi Miguel Ángel Revilla (do PRC) e a vice-presidente foi Dolores Gorostiaga (do PSC-PSOE). Após as eleições de 2011, o PPC conseguiu pela primeira vez uma maioria absoluta no parlamento regional, elegendo 20 deputados, e o seu líder Ignacio Diego foi eleito Presidente da Cantábria. Após as eleições de 2015 voltou ao poder a coligação PRC-PSOE e Revilla voltou a ocupar a presidência.
Em termos ideológicos, a Cantábria é uma comunidade conservadora quando comparada com outras regiões espanholas. Desde o restabelecimento da democracia nos anos 1970 que em quase todas as eleições os partidos conservadores, nomeadamente o Partido Popular e, na década de 1980, a Coligação Popular [es], foram os mais votados, apesar de em algumas ocasiões pactos entre outros partidos tenham feito com que o governo ficasse na posse de outras forças políticas. Para esta tendência contribui muito o peso eleitoral da capital Santander, tradicionalmente muito conservadora. Em geral, as áreas onde os partidos menos conservadores têm mais votos são as zonas industriais da comunidade, como Torrelavega o Reinosa, bem como algumas povoações costeiras com população mais jovem.
| Partido                                       | Votos   | %      | Deputados |
| --------------------------------------------- | ------- | ------ | --------- |
| PP                                            | 146 012 | 42,43% | 18        |
| PSC-PSOE                                      | 102 918 | 29,91% | 13        |
| PRC                                           | 67 003  | 19,47% | 8         |
| Presidente eleito: Miguel Ángel Revilla (PRC) |         |        |           |

| Partido                                       | Votos   | %      | Deputados |
| --------------------------------------------- | ------- | ------ | --------- |
| PP                                            | 141 926 | 41,52% | 17        |
| PRC                                           | 98 702  | 28,87% | 12        |
| PSC-PSOE                                      | 83 163  | 24,33% | 10        |
| Presidente eleito: Miguel Ángel Revilla (PRC) |         |        |           |

| Partido                               | Votos   | %      | Deputados |
| ------------------------------------- | ------- | ------ | --------- |
| PP                                    | 156 199 | 46,12% | 20        |
| PRC                                   | 98 731  | 29,15% | 12        |
| PSC-PSOE                              | 55 220  | 16,31% | 7         |
| Presidente eleito: Ignacio Diego (PP) |         |        |           |

| Partido                                       | Votos   | %      | Deputados |
| --------------------------------------------- | ------- | ------ | --------- |
| PP                                            | 105 944 | 32,58% | 13        |
| PRC                                           | 97 185  | 29,89% | 12        |
| PSC-PSOE                                      | 45 653  | 14,04% | 5         |
| Unidas Podemos                                | 28 895  | 8,89%  | 3         |
| C's                                           | 22 552  | 6,94%  | 2         |
| Presidente eleito: Miguel Ángel Revilla (PRC) |         |        |           |

| Partido                                       | Votos   | %      | Deputados |
| --------------------------------------------- | ------- | ------ | --------- |
| PRC                                           | 122 479 | 37,74% | 14        |
| PP                                            | 78 039  | 24,05% | 9         |
| PSC-PSOE                                      | 57 098  | 17,60% | 7         |
| C's                                           | 25 952  | 8%     | 3         |
| Vox                                           | 16 392  | 5,05%  | 2         |
| Presidente eleito: Miguel Ángel Revilla (PRC) |         |        |           |

| Partido                                       | Votos   | %      | Deputados |
| --------------------------------------------- | ------- | ------ | --------- |
| PP                                            | 146 012 | 42,43% | 18        |
| PSC-PSOE                                      | 102 918 | 29,91% | 13        |
| PRC                                           | 67 003  | 19,47% | 8         |
| Presidente eleito: Miguel Ángel Revilla (PRC) |         |        |           |

| Partido                                       | Votos   | %      | Deputados |
| --------------------------------------------- | ------- | ------ | --------- |
| PP                                            | 141 926 | 41,52% | 17        |
| PRC                                           | 98 702  | 28,87% | 12        |
| PSC-PSOE                                      | 83 163  | 24,33% | 10        |
| Presidente eleito: Miguel Ángel Revilla (PRC) |         |        |           |

| Partido                               | Votos   | %      | Deputados |
| ------------------------------------- | ------- | ------ | --------- |
| PP                                    | 156 199 | 46,12% | 20        |
| PRC                                   | 98 731  | 29,15% | 12        |
| PSC-PSOE                              | 55 220  | 16,31% | 7         |
| Presidente eleito: Ignacio Diego (PP) |         |        |           |

| Partido                                       | Votos   | %      | Deputados |
| --------------------------------------------- | ------- | ------ | --------- |
| PP                                            | 105 944 | 32,58% | 13        |
| PRC                                           | 97 185  | 29,89% | 12        |
| PSC-PSOE                                      | 45 653  | 14,04% | 5         |
| Unidas Podemos                                | 28 895  | 8,89%  | 3         |
| C's                                           | 22 552  | 6,94%  | 2         |
| Presidente eleito: Miguel Ángel Revilla (PRC) |         |        |           |

| Partido                                       | Votos   | %      | Deputados |
| --------------------------------------------- | ------- | ------ | --------- |
| PRC                                           | 122 479 | 37,74% | 14        |
| PP                                            | 78 039  | 24,05% | 9         |
| PSC-PSOE                                      | 57 098  | 17,60% | 7         |
| C's                                           | 25 952  | 8%     | 3         |
| Vox                                           | 16 392  | 5,05%  | 2         |
| Presidente eleito: Miguel Ángel Revilla (PRC) |         |        |           |

| Miguel Ángel Revilla, Presidente da Cantábria em 2003–2011 e 2015–2023; antes foi membro do governo autonómico entre 1995 e 2003 |

## Economia
De acordo com a "Contabilidade Regional" realizada pelo Instituto Nacional de Estatística espanhol, em 2008 o produto interno bruto da Cantábria foi estimado em 13 217 617 milhões de euros. Em 2018 o PIB per capita foi 23 817 euros, 8% inferior à média nacional espanhola. No terceiro trimestre de 2021 a taxa de desemprego era 10%, inferior à média espanhola de 14,6%.
Entre 1994 e os últimos anos da década de 2000 os indicadores económicos da região aproximaram-se gradualmente das regiões europeias mais desenvolvidas, o que foi possível graças a ter sido incluída durante seis anos na lista de regiões do "Objetivo 1" da União Europeia (UE), o que lhe permitiu receber subsídios a fundo perdido para se desenvolver. No período anterior, em 1992 e 1993, parte do território cantábrico foi região Objetivo 2 e outra parte, entre 1991 e 1993, Objetivo 5. O sucesso económico foi acompanhado pela perda progressiva dos fundos de coesão da UE. No período 2006–2007, a Cantábria foi excluída do Objetivo 1, mas a controvérsia que essa decisão gerou devido à ultrapassagem do limite de 75% do PIB per capita médio europeu ter sido muito ligeiro levou a que fosse considerada uma região do Objetivo 1 "em situação transitória". Em 2007 os subsídios do Fundo Europeu de Desenvolvimento Regional diminuíram 46,2% em consequência do período transitório de saída do Objetivo 1 e a entrada no Objetivo 2.
Na Cantábria o setor primário estava em retrocesso no final da década de 2000, quando empregava cerca de 6% da população ativa, principalmente na pecuária de gado bovino, laticínios, agricultura (principalmente milho, batata, hortaliças, forragem), pesca, mineração de zinco e pedreiras. O setor secundário ocupava 30% da população ativa. As principais indústrias eram a siderúrgica, química, de papel, têxtil, farmacêutica e equipamentos industriais e de transporte. O ramo mais importante do setor era a construção, embora na época desse sinais de estagnação.
No início da década de 2010, o sector terciário dava emprego a cerca de 63% da população ativa, um facto sintomático da concentração da população nos centros urbanos e da importância do turismo (nomeadamente o rural). No setor bancário, destaca-se a liderança na banca de retalho do Unicaja Banco, devido à integração da antiga Caja Cantabria, cujo volume de negócios na região era aproximadamente 11 000 milhões de euros.[carece de fontes?] O Grupo Santander, do qual faz parte o Banco Santander, foi fundado e tem a sua sede na capital cantábrica. Em 2021 era quarto maior banco da Zona Euro e um dos dez maiores entidades financeiras mundiais. Tem cerca de 129 000 empregados, 66 milhões de clientes, 10 200 sucursais e 2,4 milhões de acionistas em todo o mundo.

### Transportes e comunicações
O relevo muito acentuado e complicado do território cantábrico faz com que existam muitas barreiras topográficas que condicionam decisivamente o traçado das infraestruturas de comunicações, tanto na direção norte-sul (nas ligações com a meseta castelhana como na direção leste-oeste, na ligação entre vales e com as Astúrias e País Basco, bem como os seus elevados custos de construção e manutenção.[carece de fontes?] As insuficiências de dotação das infraestruturas de transporte da competência do governo espanhol, principalmente no que se refere às ligações à meseta rodoviárias e ferroviárias, e o elevado custo por quilómetro implicou um défice significativo nas comunicações da região com o exterior. A Cantábria foi a última comunidade autónoma a ser ligada a Madrid através da rede radial de autoestradas da "Rede de Interesse Geral do Estado", o que só ocorreu em julho de 2009. Segundo o Ministério do Fomento (responsável pelas obras públicas) espanhol, a região tem 2 393 km de estradas convencionais e 206 km de autoestradas.
O Aeroporto Seve Ballesteros (IATA: SDR, ICAO: LEXJ), o único aeródromo da Cantábria destinado ao tráfego regular de passageiros, foi inaugurado em 1977. Até 2003 tinha muito poucos voos, o que fazia com que os potenciais passageiros usassem o Aeroporto de Bilbau. Nesse ano a companhia aérea de baixo custo irlandesa Ryanair começou a operar voos no aeroporto na sequência de um acordo com o governo regional, que envolveu um avultado subsídio, e nos anos seguintes o tráfego cresceu enormemente (148% nos primeiros quatro anos). Em 2019 o o número de passageiros foi 1 174 999 (+6,5% do que no ano anterior), dos quais 689 785 (58,7%) foram internacionais e 481 321 (41,3%) nacionais. No ano anterior o crescimento do número de passageiros tinha sido 17,7%. Em 2021 tinha voos regulares para vários destinos nacionais e internacionais.
Principais infraestruturas de comunicações
- Aeroporto de Santander
- A-8/AP-8 [es] (Autovia/Autopista do Cantábrico) — percorre praticamente toda a costa norte espanhola, desde a fronteira francesa junto a Irun, tendo continuidade na autoestrada A63 francesa, passando, de leste para oeste, por San Sebastián, Bilbau, Santander, Gijón e terminando no município galego de Begonte, onde tem continuidade na A-6, que liga Madrid à Corunha, passando por Astorga e Lugo.
- A-67 [es] (Autovia Cantábria-Meseta) — liga Santander à província de Palência, no norte de Castela e Leão, onde tem continuidade na A-62, que segue para sudoeste até à fronteira portuguesa de Vilar Formoso; perto de Valladolid cruza-se com a A-601, que segue para Segóvia e mais a sul desemboca na A-6, que vai até Madrid.
- Ferrovia de via estreita Santander–Oviedo, operada pela Renfe Cercanías AM.
- Linha férrea Santander–Bilbau, operada pela Renfe Cercanías AM
- Linha Palência–Santander, operada pela Renfe Operadora
- Porto de Santander [es]
  - Linha da Brittany Ferries [en] Santander–Plymouth

## Meios de comunicação

### Imprensa escrita
Na década de 2000 o número de leitores de imprensa escrita na Cantábria era superior à média nacional espanhola, com mais de 100 exemplares por cada mil habitantes. Os principais jornais diários da região são, respetivamente, o El Diario Montañés, fundado em 1902, e o Alerta, fundado em 1937. O primeiro tinha uma tiragem média de quase 25 000 exemplares em 2017[carece de fontes?] e em 2018 estimava-se que tivesse cerca de 149 000 leitores; em 1998 detinha mais de 60% do mercado cantábrico. Em 2008 o jornal diário El Mundo lançou uma edição regional para a Cantábria — El Mundo Hoy en Cantabria — e em 2010 o Grupo Digital 2006, com sede em Santander, lançou o Aquí Diario Cantabria, tentando cobrir a procura de media progressista na região.
A imprensa local é muito mais lida na região do que a imprensa com cobertura nacional, sendo a Cantábria uma das regiões espanholas onde essa ocorrência é mais acentuada. Alguns estudiosos correlacionam a maior penetração dos media locais em relação aos media nacionais com índices maiores de leitura nas regiões onde isso ocorre, que têm uma infraestrutura informativa mais desenvolvida, o que coincide com uma diferenciação cultural regional mais acentuada, o que origina uma maior resistência à oferta informativa externa.
O primeira publicação periódica da Cantábria, La Gazeta de Santander, da qual se conhecem apenas dois números, data de 1809. Em 1813 foi criado o semanário El Montañés e na mesma década houve mais umas quantas publicações efémeras. O primeiro diário, El Boletín de Comercio, foi criado em 1839. Ao longo do século XIX, principalmente a partir da década de 1850, houve numerosas publicações periódicas na Cantábria. No final da década de 1930 a Guerra Civil Espanhola provocou o encerramento de muitos jornais diários, que nas seis décadas anteriores eram muito mais numerosos. Três dos grandes jornais cantábricos de referência — El Cantábrico, La Región e La Voz de Cantabria — desapareceram nessa altura; todos eles eram republicanos e regionalistas, embora o último, resultante da fusão do La Atalaya e do El Pueblo Cántabro, fosse conservador.
Nas décadas mais recentes, aproveitando as facilidades de difusão oferecida pelas novas tecnologias, surgiram na comunidade novas alternativas de jornalismo digital, quer na forma de edições online de jornais impressos quer pela criação de outros novos que usam a Internet o seu único canal de difusão. Seguindo o exemplo do resto da Espanha e da Europa, surgiram também alguns jornais gratuitos.

### Rádio e televisão
Ao contrário do que se tem passado com a imprensa escrita, nas últimas décadas a rádio  tem vindo a crescer na Cantábria. As estações pioneiras foram a Radio Santander e a Radio Torrelavega. Mais tarde, nos anos 1960 e 1970, chegaram à região a COPE (antiga Radio Popular) e a Rádio Nacional de Espanha. Na década de 1990 surgiram a Onda Cero e numerosas rádios locais e regionais. Algumas destas rádios eram de legalidade no mínimo duvidosa e usavam frequências e potências não autorizadas, além de em alguns casos emitirem em locais não autorizados. Isso fez com que chegasse a haver denúncias da Direção Geral de Aviação Civil devido a interferências nas frequências usadas na navegação aérea.
Ao contrário do que acontece noutras comunidades autónomas, a Cantábria não tem um canal de televisão regional público. Em 1989 o governo regional adquiriu equipamento destinado a criar um centro de produção e emissão de televisão, mas o elevado custo levou a que o governo seguinte abortasse o projeto. Em 1984 a TVE, a emissora estatal espanhola, instalou um centro regional na Cantábria e em 1996 surgiram os primeiros canais de televisão local, que desapareceram quando se finalizou a transição para a televisão digital, no final da década de 2000. Em 2021  só havia um canal regional na Cantábria, o Cantabria 7 Televisión, sucessor da primeira estação de TV regional, a VegaVision, fundada em 1999.

## Cultura
Apesar de haver algumas diferenças regionais, a Cantábria pertence a uma unidade cultural comum constituída pelas regiões do norte de Espanha banhadas pelo mar Cantábrico. Essa unidade cultural tem raízes na época pré-romana e foi reconhecida no século I pelo geógrafo grego Estrabão: «Assim é a vida dos montanheses, isto é, das tribos que habitam o norte da Ibérica: os galaicos, ástures e cântabros, até ao país dos vascões e ao Pirenéus. Porque é idêntica a vida de todos eles.»
Esta unidade cultural da fachada atlântica não significa que haja uma homogeneidade cultural das sociedades deste âmbito geográfico. A Cantábria tem uma personalidade etnográfica própria, que a distingue dos asturianos a oeste, dos bascos a leste e dos castelhanos a sul. Para se compreender em detalhe a estrutura cultural regional tem que se entender a natureza do seu território, dividido em vales, mais ou menos isolados entre si. A acentuada compartimentação do território, devido à orografia, originou uma marcada divisão interna da Cantábria, com as comunicações difíceis entre vales, sendo este um aspeto imprescindível para se poderem entender as tradições e costumes da região. O relevo abrupto e o consequente tipo de exploração que os cantábricos exercem desde tempos imemoriais do território constituem um dos fatores distintivos na definição da realidade cultural da Cantábria: povoações que tendem a concentrar-se nas zonas centrais e ocidentais, muito dispersas na zona oriental, especialmente na região pasiega, ou seja, nas cabeceiras dos rios Pas e Miera.
Uma das particularidades mais características da Cantábria é o modelo, muito bem definido, das casas tradicionais de montanha (casas montañesas [es]), com telhado de duas águas, com beirais por cima da fachada principal. Nelas é muito frequente a solana, uma varanda  corrida de madeira, protegida sob o beiral. Este modelo, que tem variantes conforme as regiões, deu origem aos típicos "casarões de montanha" (casonas montañesas [es]), mansões senhoriais rurais que inspiraram o chamado estilo regionalista montanhês, uma variante do estilo historicista em voga na Cantábria no início do século XX. Um dos elementos desses edifícios é o portal, geralmente com um brasão, que dá acesso ao curral. Mas também existem outros modelos de casas, nomeadamente a singular cabaña pasiega, com a fachada principal na empena.
Em relação ao modos de produção tradicionais, as suas formas não diferem muito do que é comum às restantes regiões do quadrante noroeste da Península Ibérica. Em meados do século século XX teve início uma profunda mudança na economia agrária da Marina [es] e nos vales pré-costeiros, quando os habitantes do meio rural começaram a deixar de dedicar-se predominantemente à agricultura para se dedicarem a uma atividade pecuária extensiva de baixos rendimentos, sustentada num território em que os terrenos agrícolas são extremamente fragmentados, uma situação que teve poucas mudanças até há algumas décadas.
Nesse âmbito, cabe mencionar, por ser muito característico, o uso de um modelo peculiar de carro chillón (à letra "carro ou carroça estridente barulhenta"), um carro de bois com o seu típico jugo cornal, bem como o uso da basna (caixa de carga). Também relacionado com o trabalho agrícola, destaca-se o artesanato de utensílios e outros objetos agrícolas, muitas vezes realizado com verdadeiro gosto artístico, como é o caso das alparcas cântabras [es] (socas de madeira) e das colodras (recipiente de madeira ou corno com água que se pendura`na cintura, usada para carregar a pedra de afiar a foice ou gadanha).

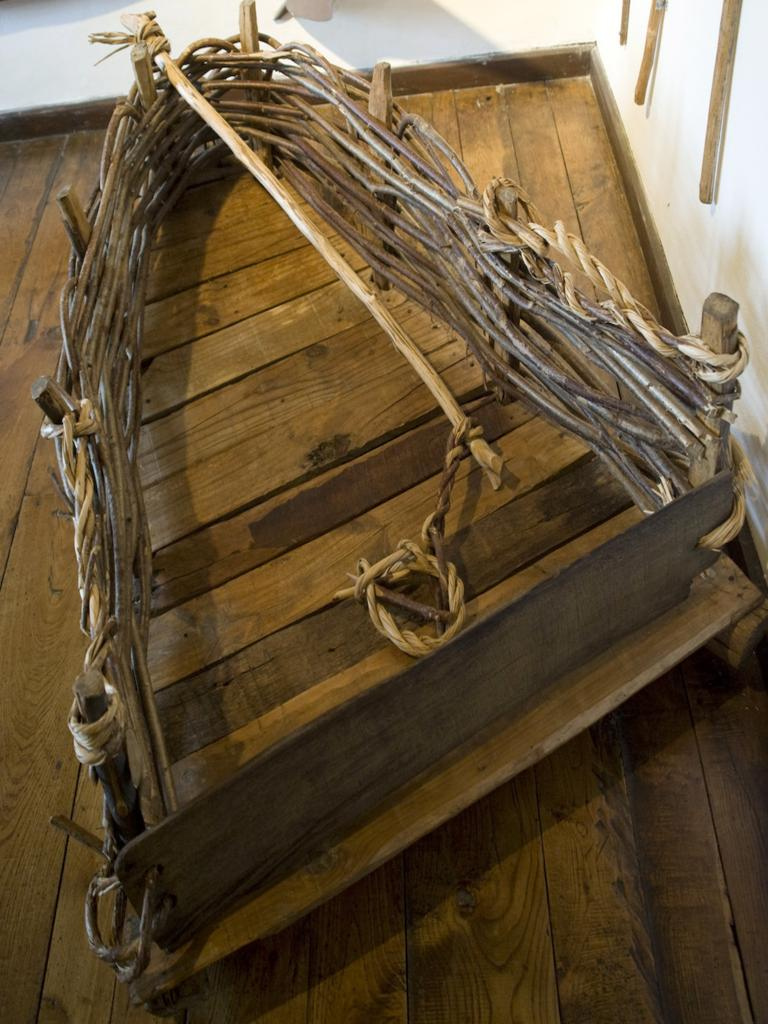
Basna ou corzón
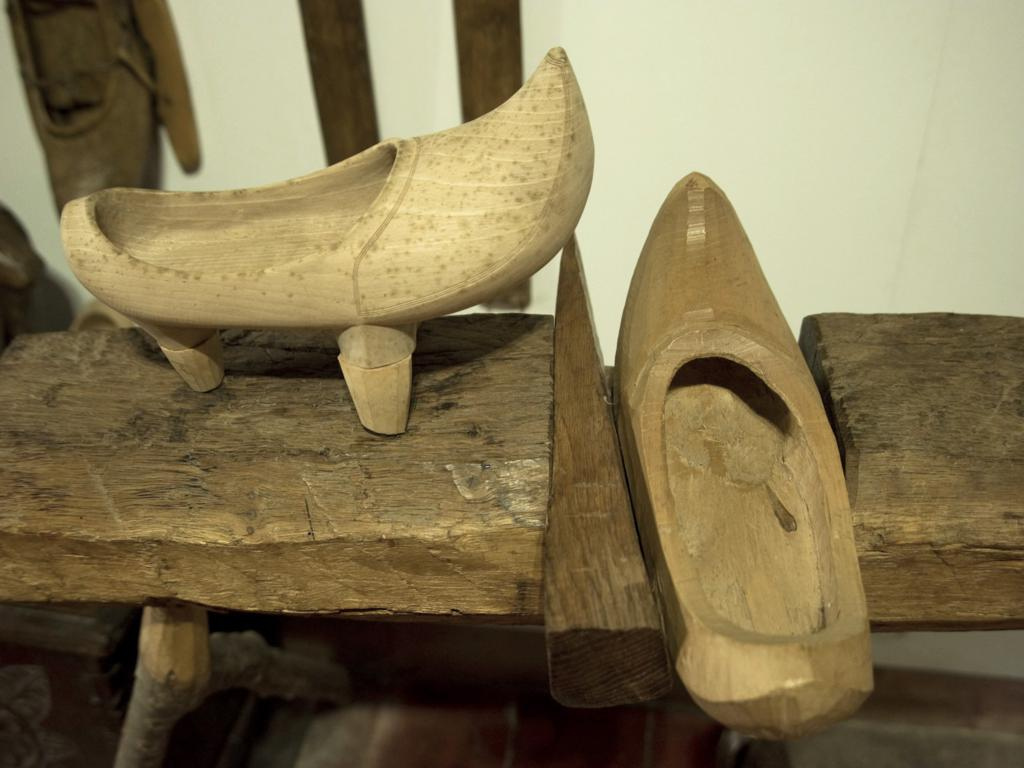
Alparcas cântabras
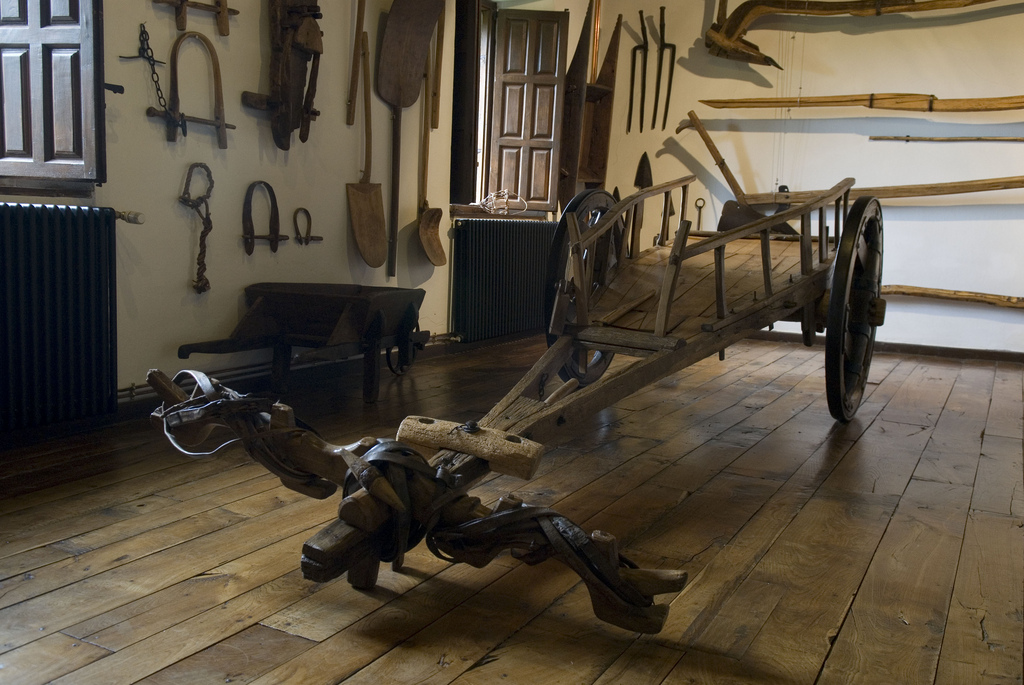
Carro chillón con jugo cornal
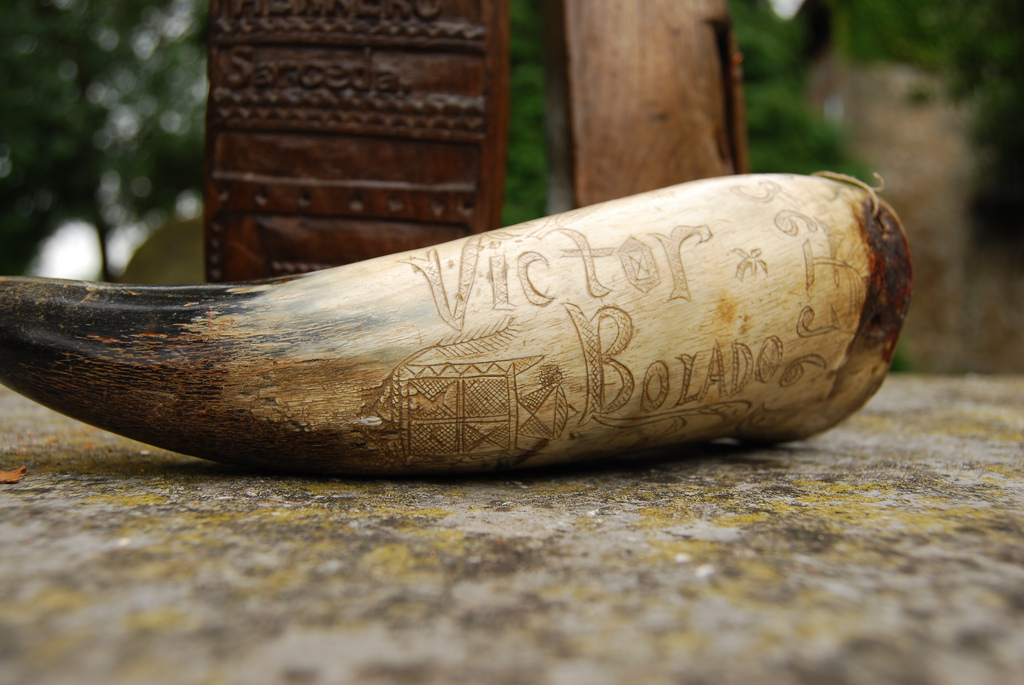
Colodra de corno de boi

Possivelmente é na cultura imaterial que talvez se mais se destaque a peculiaridade cultural da Cantábria. Além das crenças, mitos e superstições, cabe mencionar a grande diversidade da rica literatura oral, composta de contos, lendas, romances, trovas, adágios, adivinhas e rezas. O património musical também é rico e inclui várias formas: canções de embalar, cantares de ronda [es], canções infantis, tonadas [es], jotas, picayos [es] (género de dança folclórica), marzas [es] (cantos de primavera), etc. Muitas dessas melodias são acompanhadas por danças, destacando-se as modalidades de baile a lu altu e a lu baju, nomeadamente a baila de Ibio [es].

### Olaria e cerâmica
Historicamente na Cantábria houve locais em que a olaria foi uma atividade importante, como é comprovado pelos achados nas escavações na cidade romana de Julióbriga. Em épocas posteriores Cos (no município de Mazcuerras) e nos Vales Pasiegos foram também locais onde o fabrico de olaria foi significativo. A indústria de loiça fina, instalada nos séculos XVIII e XIX junto à costa e às vias de comérico marítimo, foi ainda mais importante. A principal fábrica dessa indústria foi uma em Galizano (no município de Ribamontán al Mar), mas também existiram outras em  Isla (no município de Arnuero), Barcenilla (no município de Piélagos) e, com menos relevância, em Noja e Las Llamas (Santander). Todas elas tentaram competir com as loiças importadas do estrageiro, mas o elevado preço do chumbo e do estanho usados nos banhos esmaltadores dificultou-lhes o negócio.

### Literatura
Entre os muitos escritores cantábricos ou de ascendência cantábrica de prestígio, podem destacar-se os seguintes, que ao longo da história, pela sua obra alcançaram renome nacional, quando não universal:
- Félix Lope de Vega (1562–1635) — Alcunhado "Fénix dos Talentos", foi o renovador do teatro espanhol, um poeta lírico de grande talento e um dos grandes vultos do Século de Ouro Espanhol. Nasceu em Madrid, mas os seus pais eram de Vega de Villafufre.
- Francisco de Quevedo (1580–1645) — Igualmente madrileno de nascimento, a sua família era de Vejorís, no município de Santiurde de Toranzo.
- Pedro Calderón de la Barca (1600–1681) — Outro madrileno cuja família era de Viveda, no município de  Santillana del Mar.
- Amós de Escalante [es] (Santander, 1831 – Santander, 1902)
- José María de Pereda [es] (Polanco, 1833 – Santander, 1906)
- Marcelino Menéndez Pelayo (Santander, 1856 – Santander, 1912) — Além de escritor, destacou-se como historiador das ideias, filólogo e crítico literário.
- Enrique Menéndez Pelayo [es] (Santander, 1861 – Santander, 1921) — Irmão de Marcelino Menéndez Pelayo.
- Concha Espina [es] (Santander, 1869 – Madrid, 1955) — membro da Geração de 98
- José María de Cossío [es] (1892–1977) — Embora fosse de Valladolid, onde nasceu e morreu, esteve muito ligado à Cantábria. Escreveu sobre vários escritores cantábricos, nomeadamente Pereda, de quem editou as Obras Completas. Foi também ser presidente do clube de futebol Real Racing de Santander.
- Gerardo Diego (Santander, 1896 – Madrid, 1987) — Membro da Geração de 27.
- Víctor de la Serna [es] (Valparaíso, 1896 – Madrid, 1958) — Filho de Concha Espina, cresceu em Cabezón de la Sal.
- Manuel Pombo Angulo [es] (Santander, 1914 – Madrid, 1995)
- Álvaro Pombo (Santander, 1939) — Um dos escritores naturais da Cantábria mais reconhecidos da atualidade.

### Monumentos e museus
Lista não exaustiva de alguns dos monumentos e museus mais relevantes da Cantábria:
- Cavernas com vestígios arqueológicos, nomeadamente arte rupestre — a mais conhecida é a caverna de Altamira (em Santillana del Mar), mas há outras, como a de Chufín [es] (Rionansa), Hornos de la Peña [es] (San Felices de Buelna), El Castillo (Puente Viesgo), Las Monedas (Puente Viesgo), La Pasiega (Puente Viesgo), Las Chimeneas (Puente Viesgo), El Pendo (Camargo), La Garma [es] (Ribamontán al Monte e Ribamontán al Mar), Covalanas [es] (Ramales de la Victoria; todas as cavernas anteriores estão incluídas no sítio do Património Mundial "Caverna de Altamira e arte rupestre paleolítica do norte da Espanha"), El Soplao [es] (Herrerías, Valdáliga e Rionansa), del Valle [es] (Rasines), Morín [es] (Villaescusa), etc.

- Arquitetura civil — Palácio da Madalena (Santander), El Capricho (da autoria de Gaudí, em Comillas), Antigas instalações da Universidade Pontifícia Comillas (atualmente ocupadas pela Fundação Comillas [es], Palácio de Sobrellano (Comillas), Palácio da Bárcena [es] (Ampuero), Palácio de Soñanes [es] (Villacarriedo), Palácio dos Hornillos [es] (Arenas de Iguña), Palácio de Rugama [es] (Bárcena de Cicero), Palácio de Elsedo [es] (Liérganes), Castelo de Argüeso [es] (Hermandad de Campoo de Suso), Castelo de Agüero [es] (Marina de Cudeyo).

- Arquitetura religiosa — Catedral de Santander, Colegiada de Santa Juliana [es] (Santillana del Mar), Colegiada de Santa Cruz [es] (Castañeda), Colegiada de São Martinho [es] (Valderredible), Mosteiro de São Turíbio de Liébana (Camaleño), Igreja de São Cristóvão [es] (Comillas), Igreja de Santa Maria de Lebeña (Cillorigo de Liébana), Igreja de Santa Maria de Piasca [es] (Cabezón de Liébana), Igreja de Santa Maria do Porto [es] (Santoña), Igreja rupestre de Cadalso [es] (Valderredible).

- Museus — Museu de Pré-história e Arqueologia da Cantábria (Santander), Museu Marítimo do Cantábrico [es] (Santander), Museu de Arte Moderna e Contemporânea de Santander [es], Centro de Arte Farol de Cabo Mayor [es] (Santander), Centro Botín [es] (Santander), Museu Etnográfico da Cantábria [es] (Camargo), Museu da Natureza da Cantábria [es] (Cabezón de la Sal), Museu Nacional e Centro de Pesquisa de Altamira (Santillana del Mar), Museu da Real Fábrica de Artilharia de La Cavada [es] (Riotuerto), Torre de Pero Niño [es] (San Felices de Buelna).

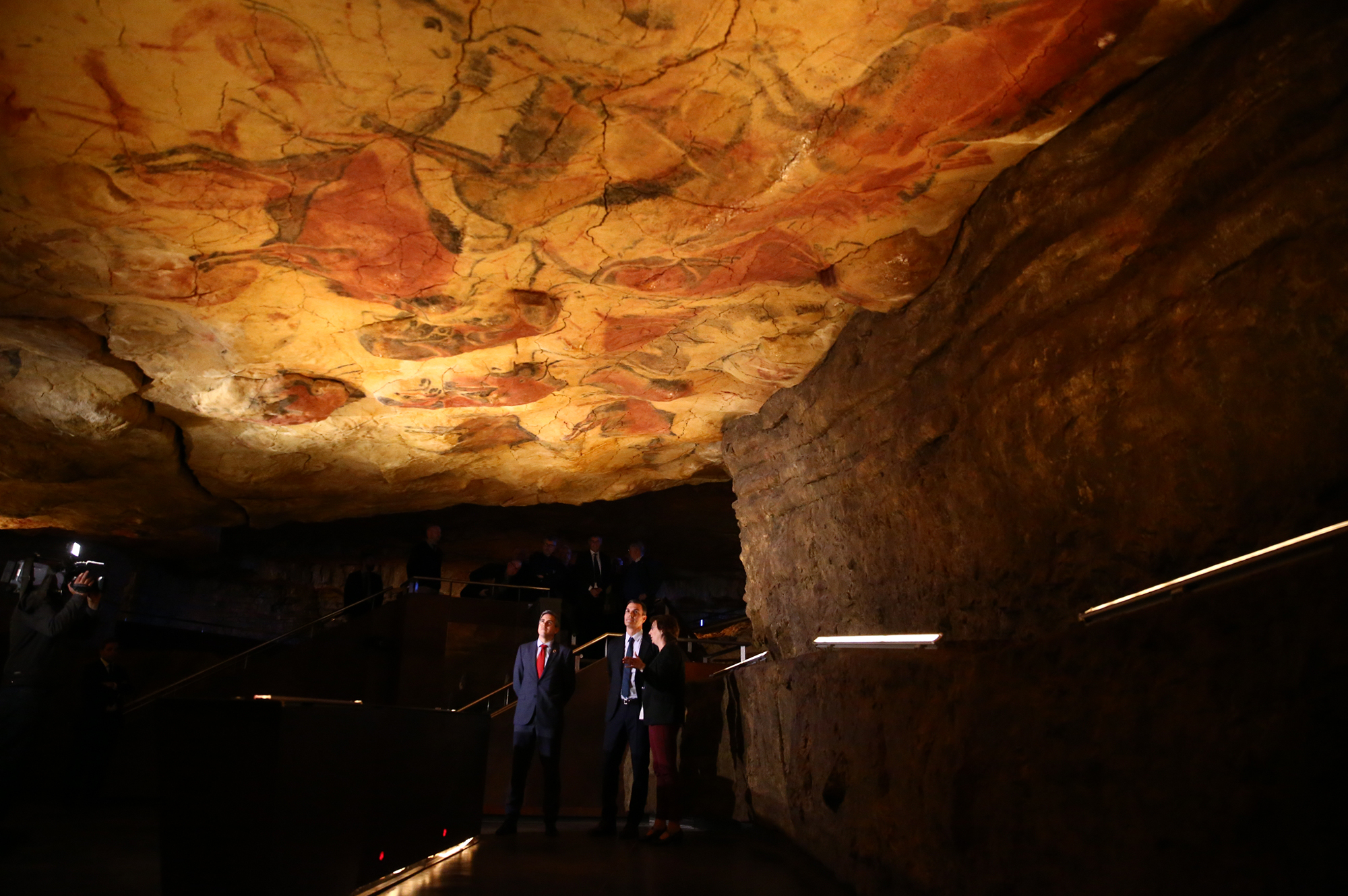
A neocueva [es] (neocaverna), uma reconstituição de como seria a caverna de Altamira há 15 000 anos, parte do Museu de Altamira
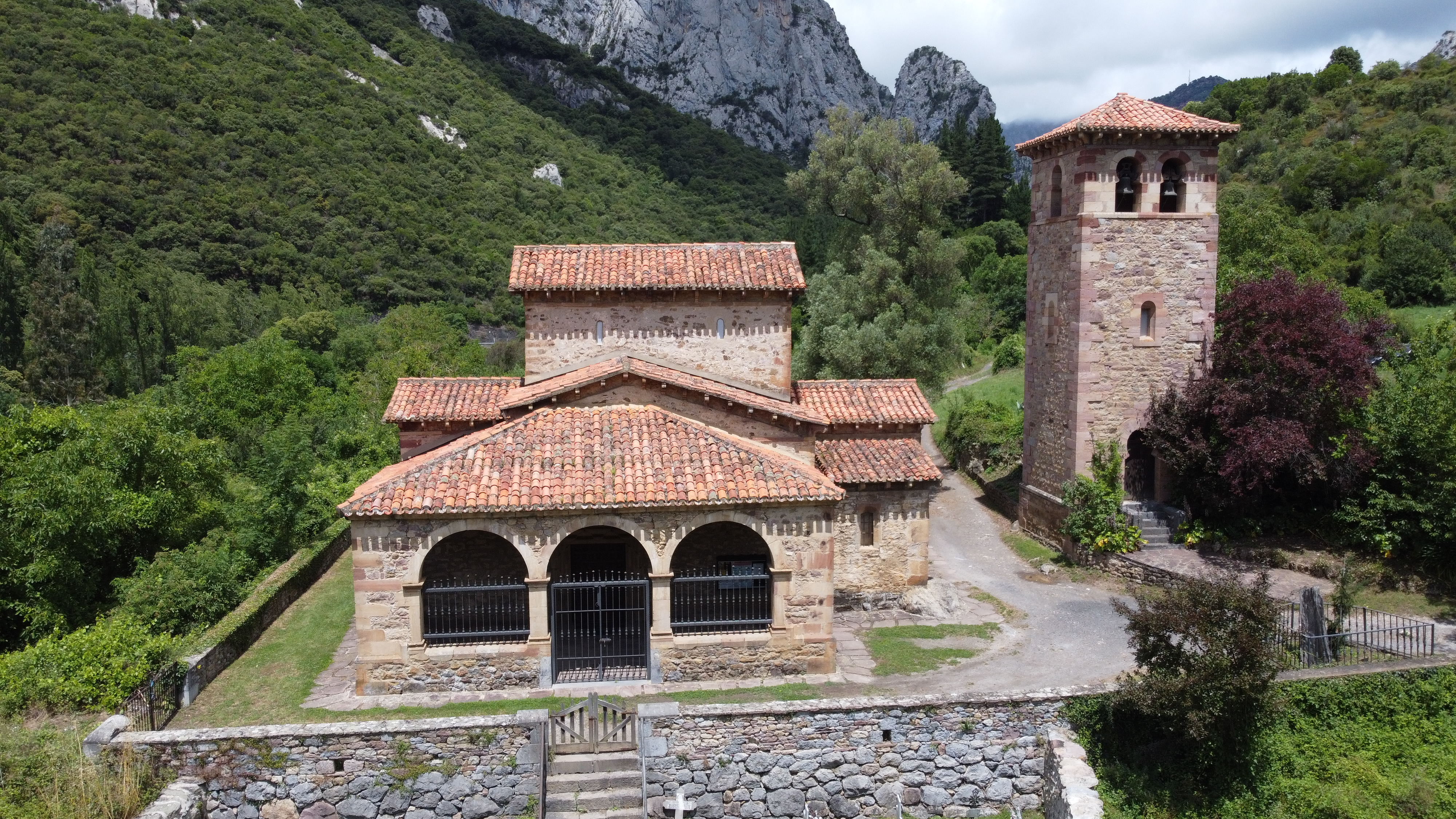
Igreja de Santa Maria de Lebeña, um exemplo de arquitetura pré-românica e da arte de repovoação ou moçárabe
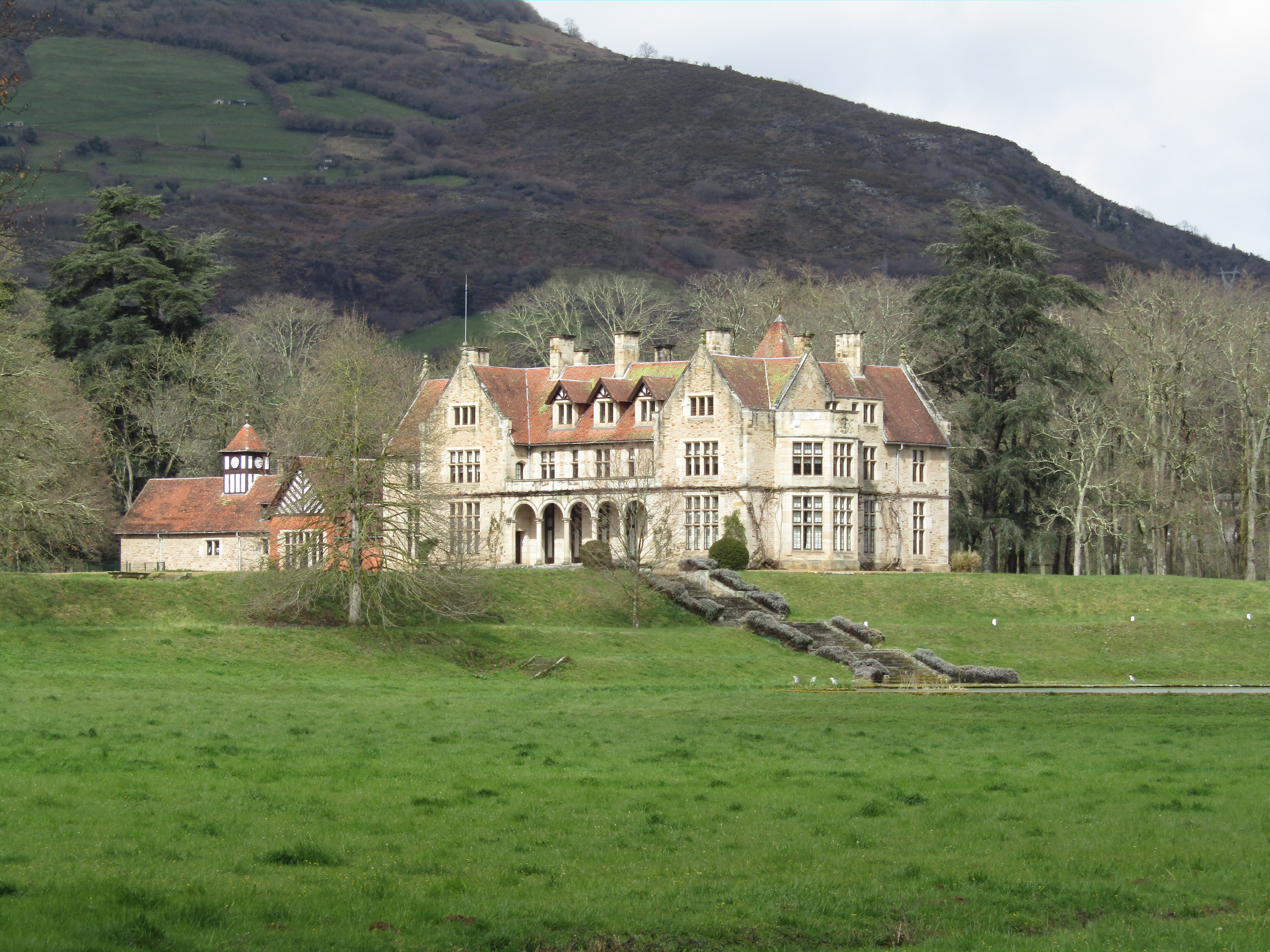
O Palácio de los Hornillos [es], em  Las Fraguas, Arenas de Iguña
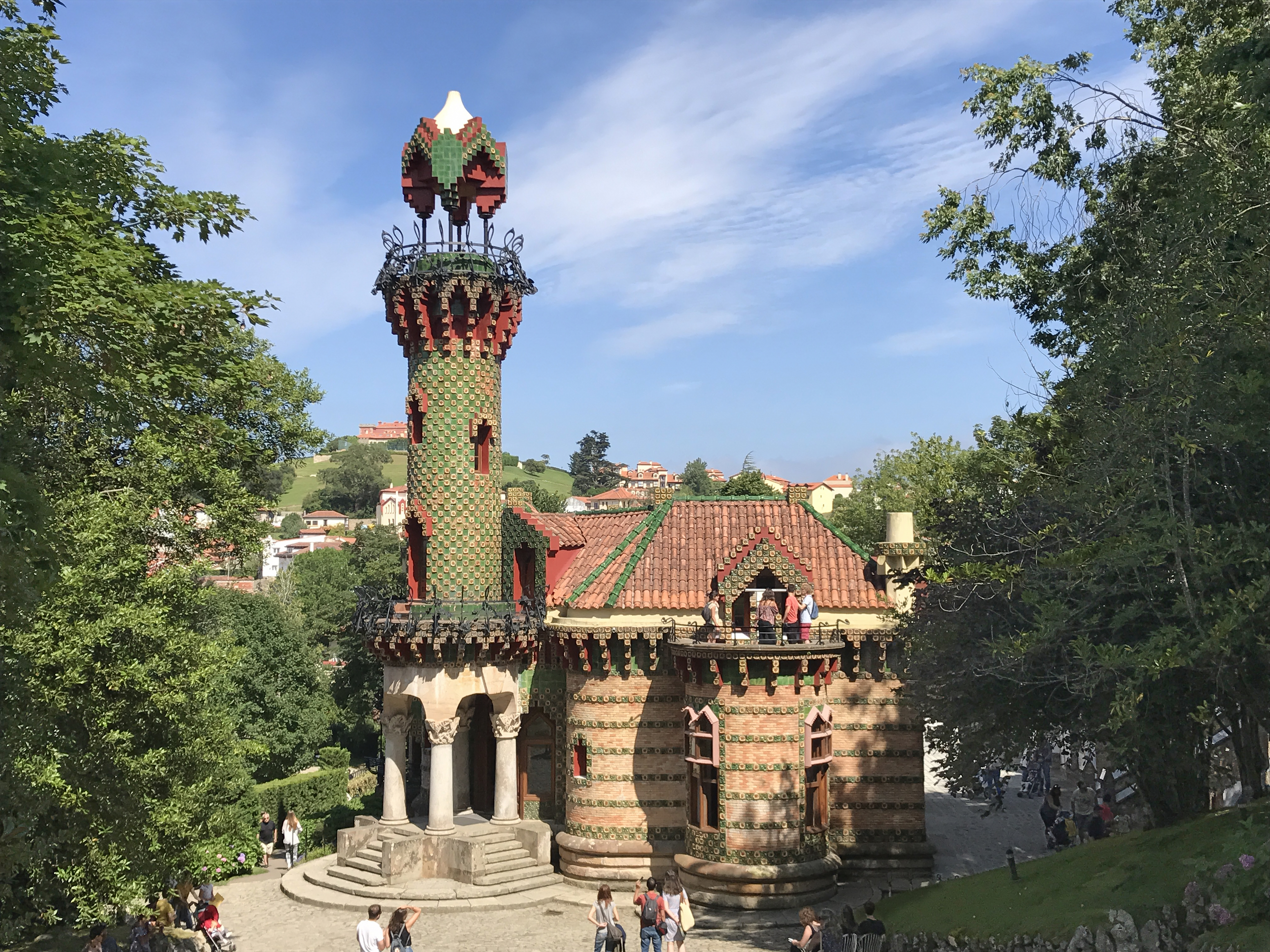
El Capricho, da autoria de Gaudí, em Comillas

### Universidades
Na Cantábria funcionam seis instituições universitárias. A Universidade da Cantábria tem vários campi em Santander  e um em Torrelavega; foi fundada em 1972 com o nome de Universidade de Santander; no ano letivo de 2017/2018 teve cerca de 8 600 alunos inscritos; no ano letivo seguinte tinha 1232 docentes. A Universidade Internacional Menéndez Pelayo [es] foi fundada em 1932 como "Universidade Internacional de Verão de Santander"; embora a sua sede social seja em Madrid, a sua sede histórica é em Santander; além dos campi de Madrid e Santander tem instalações em mais onze cidades espanholas. A Universidade Nacional de Educação à Distância (UNED) tem um centro associado em Santander. A Universidade Europeia do Atlântico é uma universidade privada em Santander fundada em 2013; em 2018 tinha 1 046 alunos. O Centro Universitário Cesine [es] é outra universidade privada de Santander, fundada em 1993. O Centro Internacional de Estudos Superiores do Espanhol (CIESE) é um organismo da Fundação Comillas [es] que é associado da Universidade da Cantábria; a fundação foi fundada em 1993 e funciona nas antigas instalações da Universidade Pontifícia Comillas, um estabelecimento da jesuíta fundado como seminário em 1890, cujos cursos universitários foram transferidos para Madrid em 1969.

### Feiras e festividades
Na Cantábria são celebradas uma multitude de festas de padroeiros, feiras de origem comercial e festividades de origem pagão enraizadas no folclore tradicional. As festas religiosas mais frequentes estão relacionadas com São João Evangelista e São Miguel.
No segundo domingo de agosto celebra-se em Cabezón de la Sal o Dia da Cantábria [es], tradicionalmente conhecido como Día de La Montaña, que inclui várias atividades tradicionais, como o  jogo de bolos [es] (com algumas semelhanças com o bólingue), arrasto de bois [es] (arrastamento de pedras por bois), mercados de artesanato, espetáculos de música e dança tradicional, etc; está classificada como Festa de Interesse Turístico Nacional. Apesar do seu nome, não é a festa oficial da Cantábria, pois essa figura legal não está instituída na comunidade autónoma. A festa mais similar às festividades oficiais de outras comunidades autónomas é o Dia das Instituições da Cantábria, celebrado a 28 de julho em  Puente San Miguel, a capital no município de Reocín, que comemora a fundação da Província da Cantábria de 1778 [es].
Entre as feiras tradicionais periódicas, destaca-se a feira de gado de Torrelavega, onde se negoceia todo o tipo de gado (principalmente bovino) da região e parte das regiões vizinhas. Por toda a comunidade autónoma há feiras de gado e de produtos típicos com periodicidade, semanal, mensal ou anual, que congregam os habitantes de cada comarca em que se realizam.

#### Festas de Interesse Turístico Nacional
- La Vijanera [es] — É um carnaval com desfiles de homens máscaras tradicionais, em que são representadas cerca de 75 personagens. Provavelmente tem origem pagã e pré-romana, e está relacionado com os ritos celtas do solstício de inverno. No passado era celebrado nos vales de Iguña [es], Anievas, Toranzo, Cieza, Luena e Cinco Villas (atualmente parte dos municípios de Santiurde de Reinosa, Pesquera e San Miguel de Aguayo), no dia 31 de dezembro, mas atualmente só se realiza em Silió, uma localidade do vale de Iguña, do município de Molledo, no primeiro domingo do ano, exceto se este coincide com 1 de janeiro, passando nesse caso a realizar-se no domingo seguinte.

- Carnaval marinheiro de Santoña — Popularmente chamados "carnavais do norte", é uma festa que remonta a 1934, que se realiza a 24 de fevereiro, na qual participa uma parte considerável dos locais, que se mascaram de peixes. O momento alto da festa é o "julgamento no fundo do mar", no qual uma pessoa disfarçada de besugo é julgada, com os participantes disfarçados de peixes acusando ou defendendo o besugo. O besugo é acusado de ter raptado uma sereia e por isso é condenado a ser queimado na baía.

- Paixão viva — É uma representação da Paixão de Cristo em que participam centenas de locais. Realiza-se em Castro-Urdiales na Sexta-feira Santa.

- La Folía — É uma procissão, normalmente realizada no domingo seguinte à Semana Santa em San Vicente de la Barquera. A Virgem de La Barquera é levada desde a sua igreja até ao porto velho, atravessando o centro da localidade. Durante o trajeto, forma-se uma comitiva de jovens vestidos de marinheiros e de dançarinos. Uma vez chegada ao embarcadouro, a imagem é levada numa procissão de barcos dos pescadores locais para o porto novo, entre cantos e aclamações.

- Coso Blanco — É uma das festas mais concorridas da Cantábria, que se celebra na primeira sexta-feira de julho em Castro-Urdiales. O principal evento é um desfile noturno de carroças decoradas artisticamente e charangas, acompanhado de numerosas bandas de música, que termina com um espetáculo de fogo de artifício.

- Gala Floral — Desfile de carroças adornadas com flores, que se realiza em Torrelavega em agosto.

- Batalha de Flores [es] — Desfile de carroças engalanadas com flores, realizado na última sexta-feira de agosto em Laredo, após o qual há um espetáculo de fogo de artifício na praia da Salvé de Laredo.

- Festa das guerras cântabras [es] — Diversas recriações fantasiadas de combates das Guerras Cantábricas, entre romanos e cântabros, nas quais participam mais de 1 800 figurantes. Realiza-se no último fim de semana de agosto e no primeiro fim de semana de setembro em Los Corrales de Buelna.

- Dia de Campoo — Parte das festas em honra de São Mateus, decorre no último domingo de setembro em Reinosa e inclui uma exibição dos costumes tradicionais do povo de Campoo, mostras de gado e um mercado de produtos típicos e trajes tradicionais.

- Festa do Orujo — Durante as festas, que incluem espetáculos de música tradicional e mercados de produtos tradicionais, degusta-se o orujo.[l] Todos os anos é galardoado com o título de orujero mayor uma ou mais figuras públicas, que participam ativamente no festival em conferências e sobretudo no acendimento dos alambiques onde é destilado o orujo. Realiza-se no segundo fim de semana de novembro em Potes.

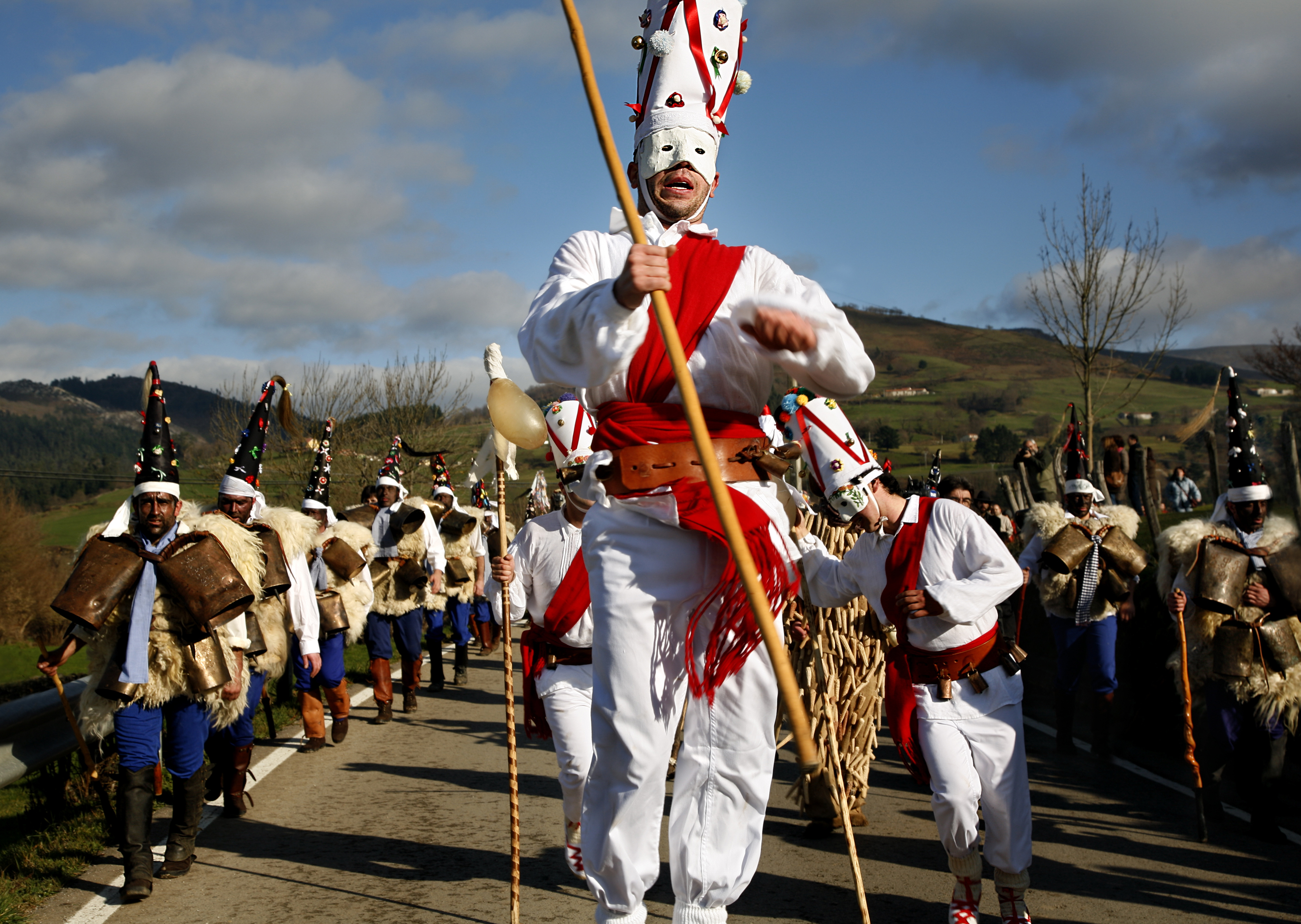
La Vijanera
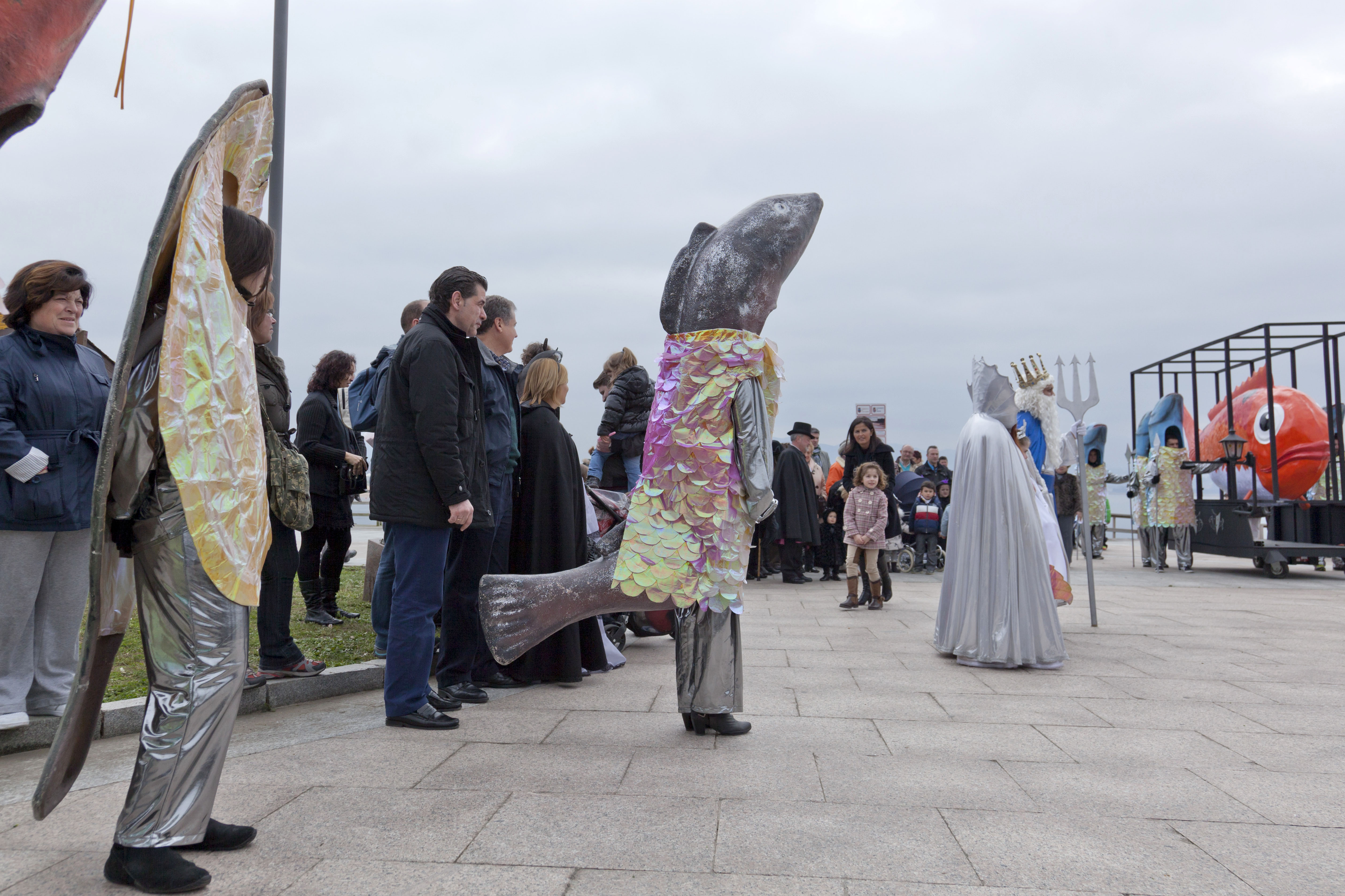
"Julgamento no fundo do mar", ponto alto do carnaval marinheiro de Santoña
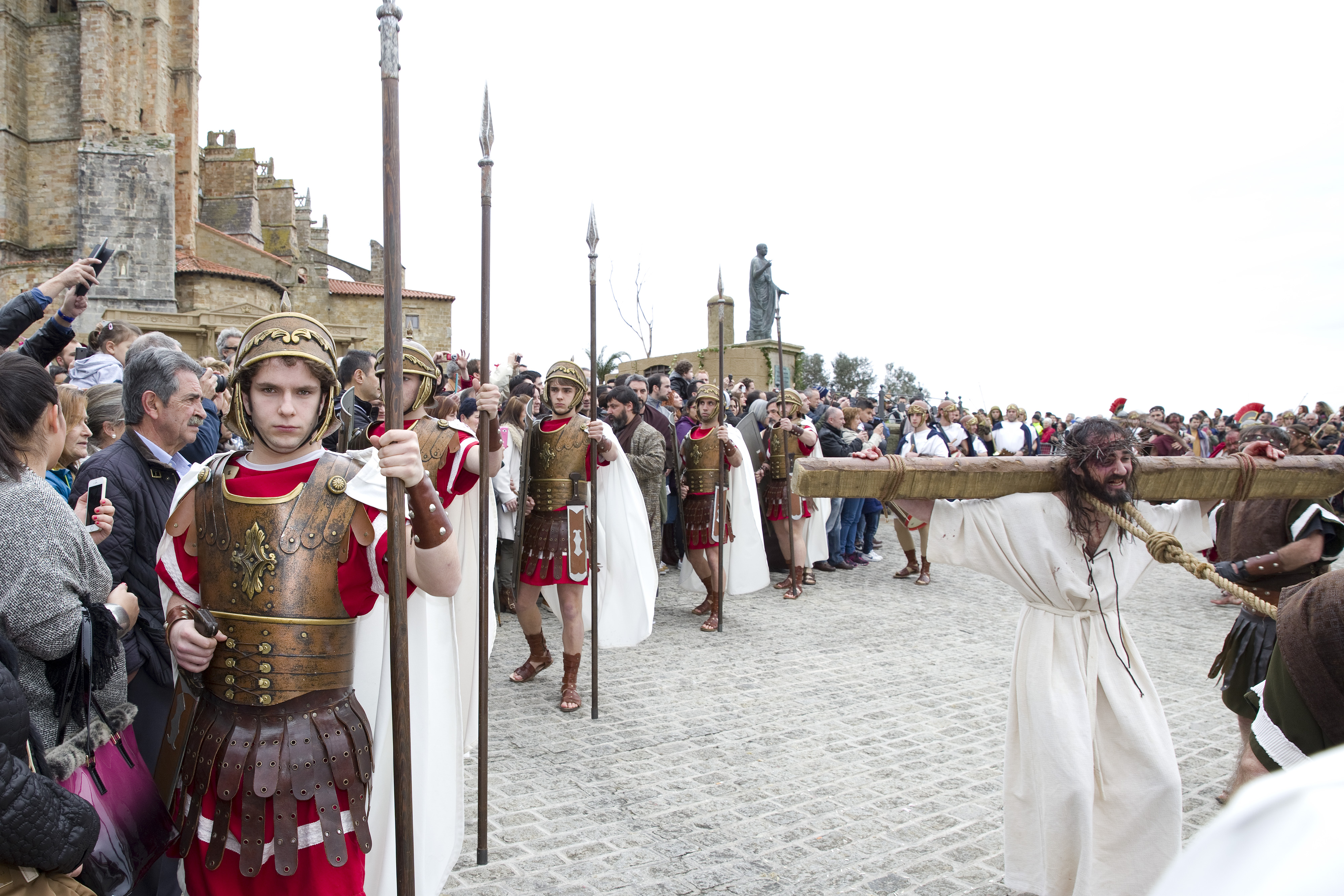
Paixão viva em Castro-Urdiales
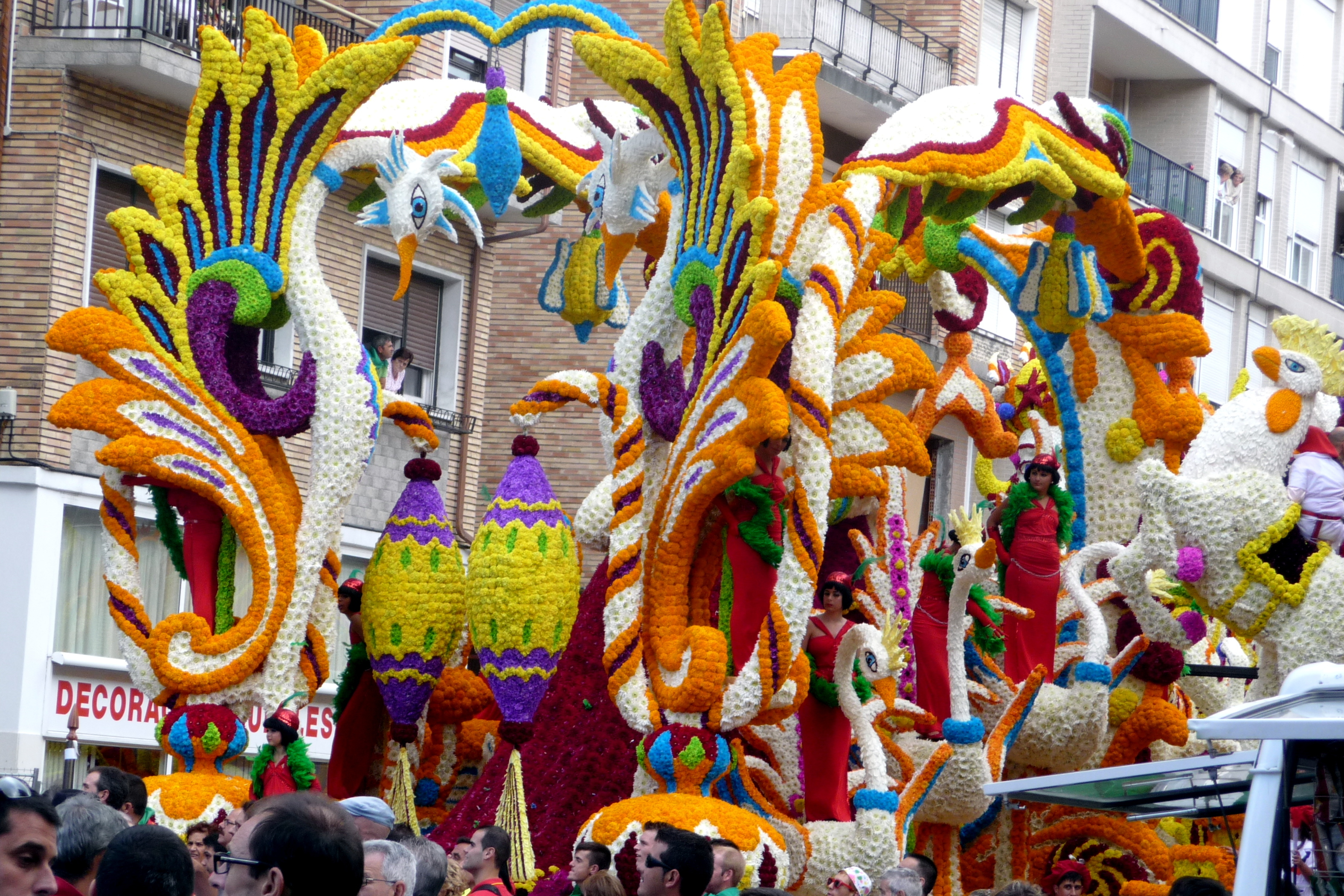
Batalha de Flores em Laredo

### Gastronomia
Possivelmente os pratos mais típicos da Cantábria são o cozido montanhês [es], o cozido lebaniego [es], as marmitas (nomeadamente a de albacora, conhecida como sorropotún [es]) e a olla ferroviaria ("panela ferroviária"). Cabe também fazer menção às empanadas, ao bollo preñao ("bolo prenho") e aos pinchos.
O cozido montanhês é um prato à base de feijão e couve-galega, a que se junta o compango [es], uma mistura de carnes de fumeiro procedentes da matança do porco (matacíu del chon), composto por chouriço, morcela, costela e toucinho. Ao contrário de outros cozidos típicos espanhóis, não leva grão-de-bico e todos os ingredientes são comidos de uma vez, em vez de separar a sopa do resto.
O cozido lebaniego, semelhante ao cozido madrileno, é à base dum tipo local de grão-de-bico, batata e couve-galega (que mais recentemente é por vezes substituída por repolho), a que se junta compango (chouriço, morcela, toucinho e osso de presunto), ossos de vitela, relleno (miolo de pão com ovo chouriço e salsa) e cecina [es] (carne seca) de cabra ou vaca. A olla ferroviaria é um guisado de carne com batatas feito muito lentamente numa panela de barro ou loiça que se coloca num cilindro metálico com um tripé, no fundo do qual é colocado carvão. Foi inventado pelos trabalhadores ferroviários da linha Bilbau–La Robla, inaugurada em 1894.
A marmita de bonito é um guisado de albacora (conhecido como atum branco ou bonito do norte localmente), com batata, cebola, pimentos e tomate, originalmente dos pescadores, não só cantábricos, mas também asturianos e bascos. Na parte ocidental da Cantábria é conhecido como sorropotún, no país basco como marmitako e em francês como marmite. É consumido principalmente no verão, durante a época de pesca do bonito do norte no mar Cantábrico. Pode também ser elaborado com outras espécies de atum e até com outros peixes, como salmão, cavala, chicharro ou até tamboril.
Nas carnes destacam-se as de boi,vaca, veado, corça e javali, as quais são grelhadas, estufadas ou com legumes. A reputação da pecuária de bovinos da região está na origem da aprovação pela União Europeia da Indicação Geográfica Protegida "Carne da Cantábria", que inclui as raças autóctones Tudanca [es], Monchina [es], Asturiana dos vales [es] (ou carreña) e Asturiana da montanha [es] (ou Casina), além das introduzidas Limousin e Parda alpina [es] (Braunvieh).
Nos peixes e mariscos cabe mencionar as anchovas (especialmente as de Santoña, Colindres,  Laredo e Castro-Urdiales), tamboril, pescada, chicharro, robalo, biqueirão, linguado, sardinha, albacora (Thunnus alalunga), dourada, besugo, rascasso-vermelho [es] (Scorpaena scrofa; cabracho localmente, usado por exemplo nos pastéis de cabracho [es]), salmonete, rabas, cachón en su tinta (choco com tinta), amêijoa, mexilhão, muergo (navalha [es]), berbigão, navalheira, santola, percebes, lagostim, lagosta e lavagante. Há ainda os peixes de rio truta e salmão.
Na doçaria e pastelaria podem referir-se a queijada e o sobao [es] pasiego, frisuelos (semelhantes a crepes) em Liébana, corbatas [es] em Unquera (município de Val de San Vicente), polkas em Torrelavega (ambos de massa folhada), sacristanes ("sacristões") em Liérganes, picatostes [es] (rabanadas) em Limpias, mel de Campoo-Los Valles (especialmente de Mazandrero, no município de Hermandad de Campoo de Suso), cascadas del Alto Asón (massa com manteiga e doce de leite), palucos em Cabezón de la Sal, pantortillas [es] em Reinosa e rosquillas [es] em Reinosa e Santillana del Mar.
Nos queijos destacam-se, entre outros com denominação de origem, o picón Bejes-Tresviso [es] (um queijo azul de Liébana), os quesucos de Liébana [es] e o queijo nata [es] (feito com leite de vacas frísias e no passado conhecido como "queijo da Cantábria").
Nas bebidas podem referir-se a sidra, o orujo de Liébana (de diversos tipos, como creme de orujo, orujo com mel, orujo de ervas, etc.), chacolí [es] (em basco: txakolin; um vinho ligeiro ligeiramente ácido) e tostadillo de Liébana (vinho licoroso). Há dois vinhos regionais (vino de la tierra) com Indicação Geográfica Protegida: o Costa de Cantabria e o Liébana.

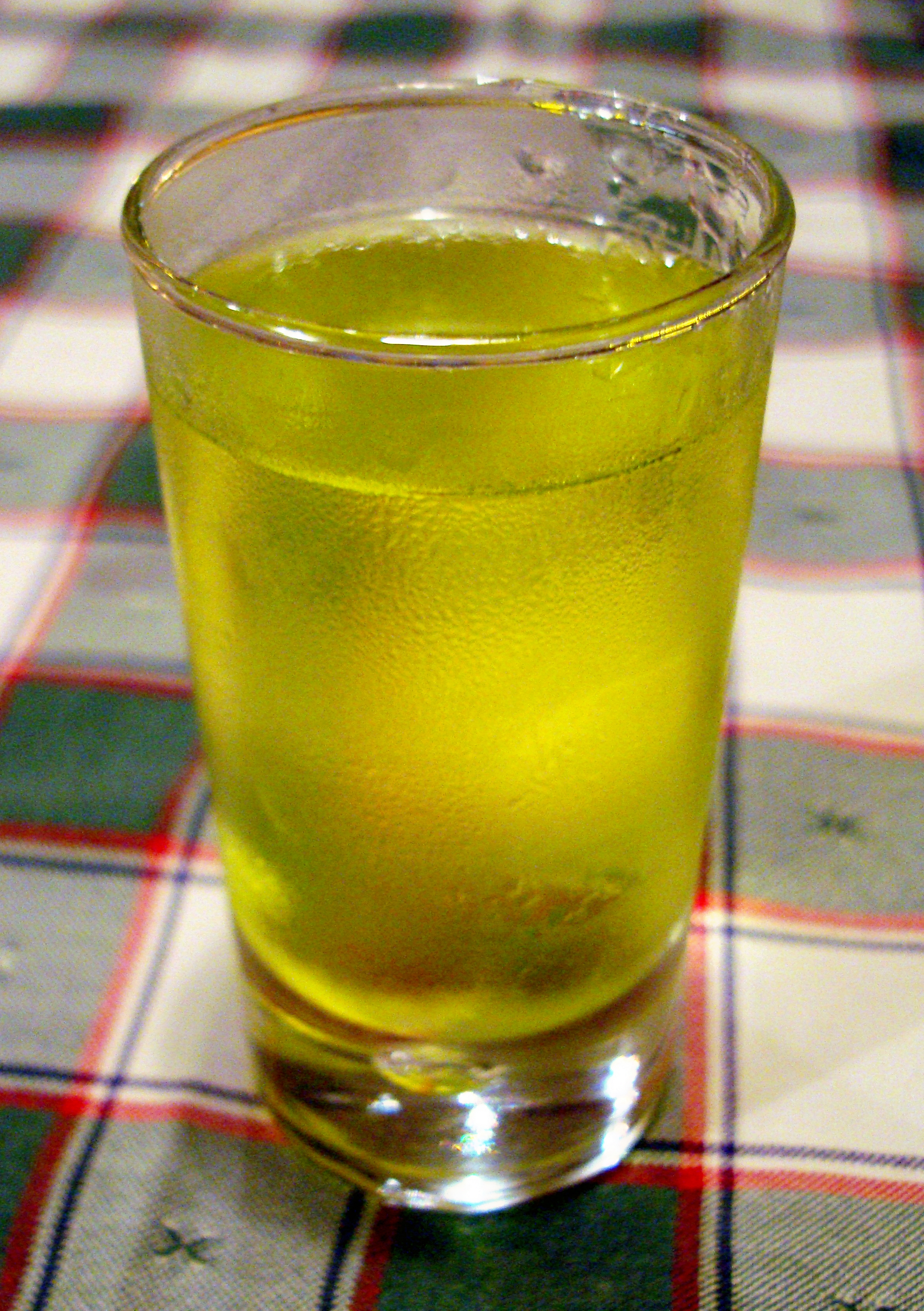
Orujo de ervas
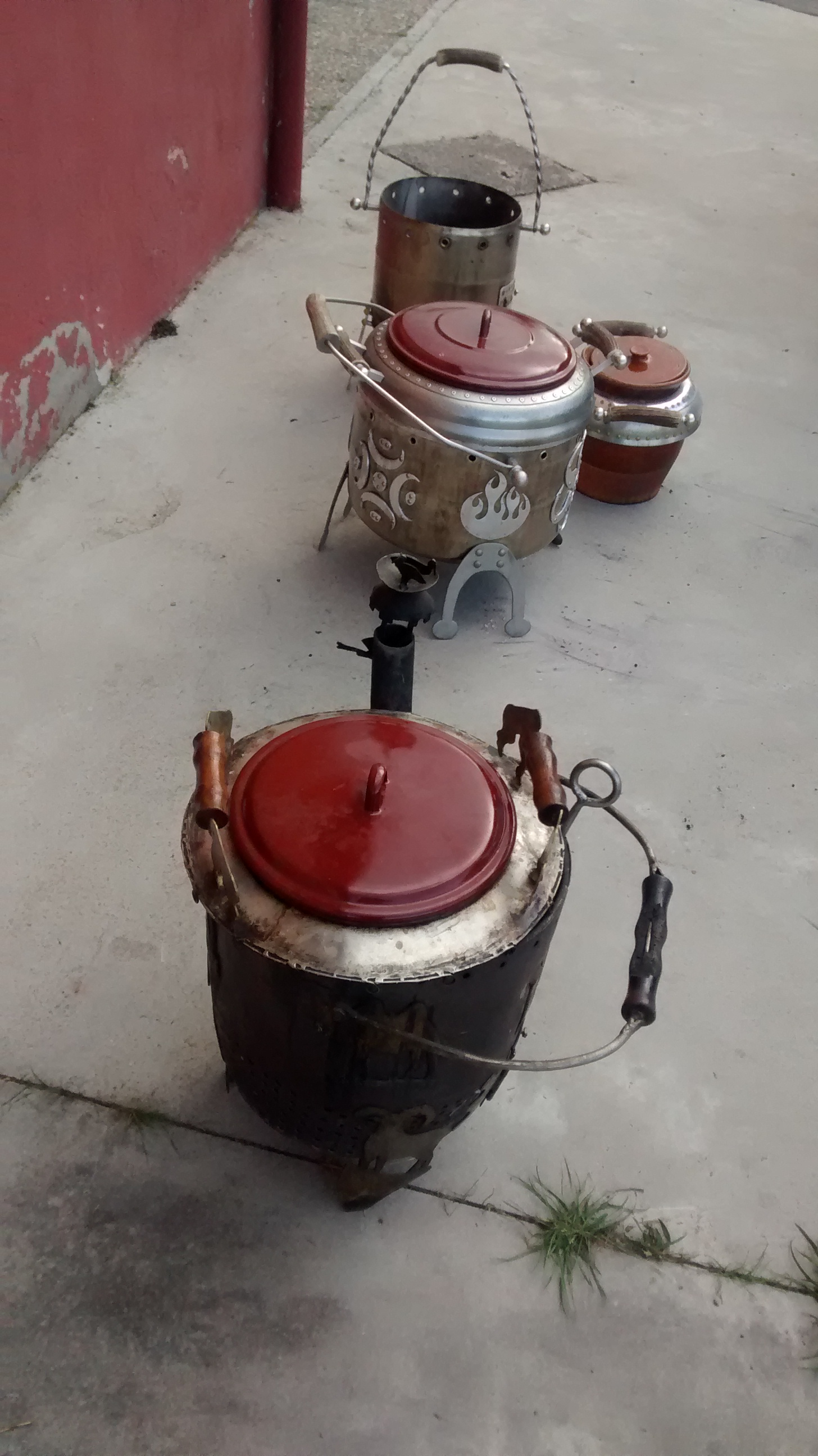
Ollas ferroviarias [‡]
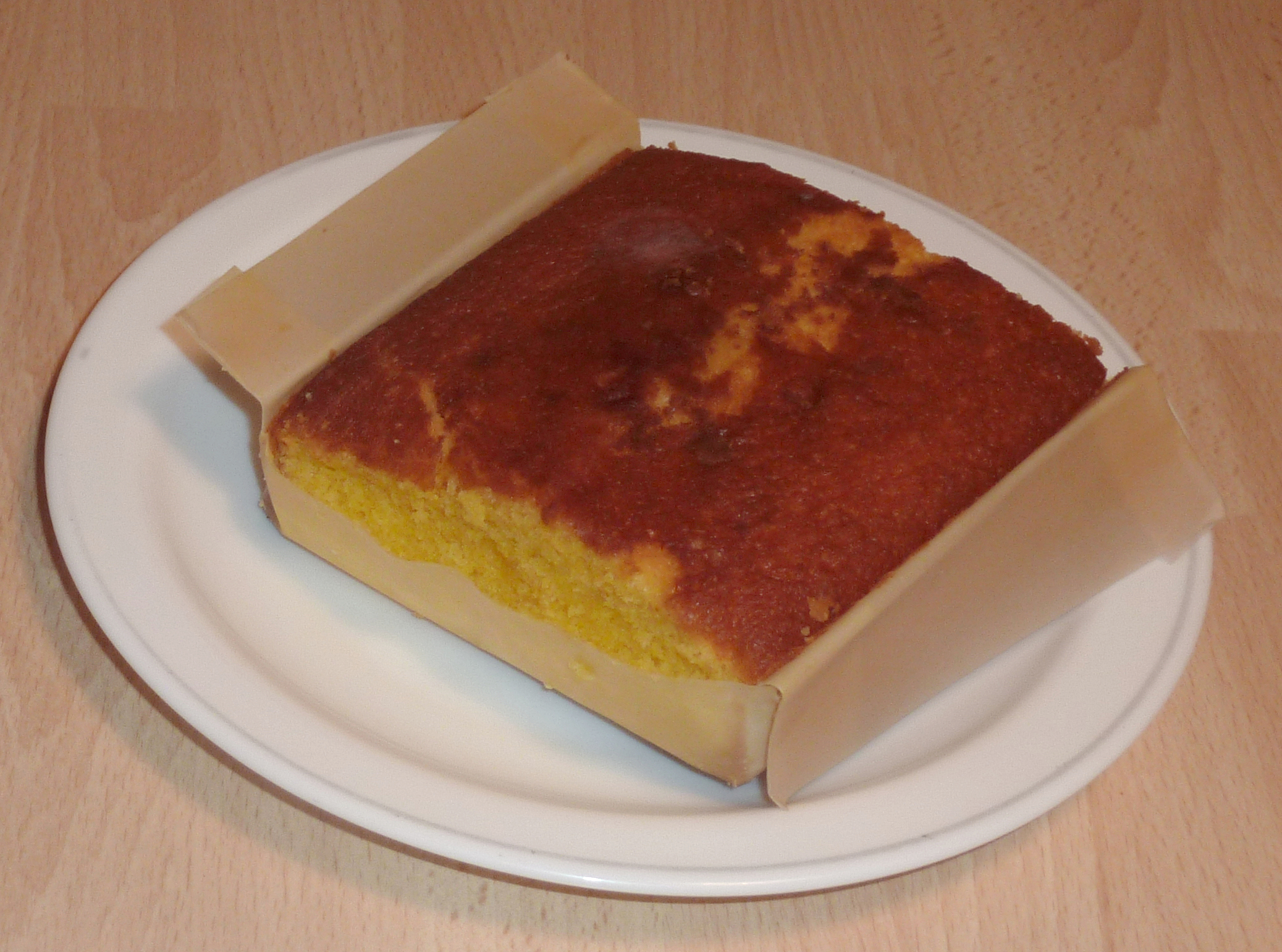
Sobao pasiego
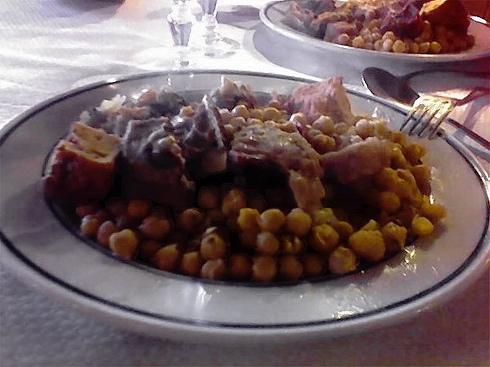
Cozido lebaniego
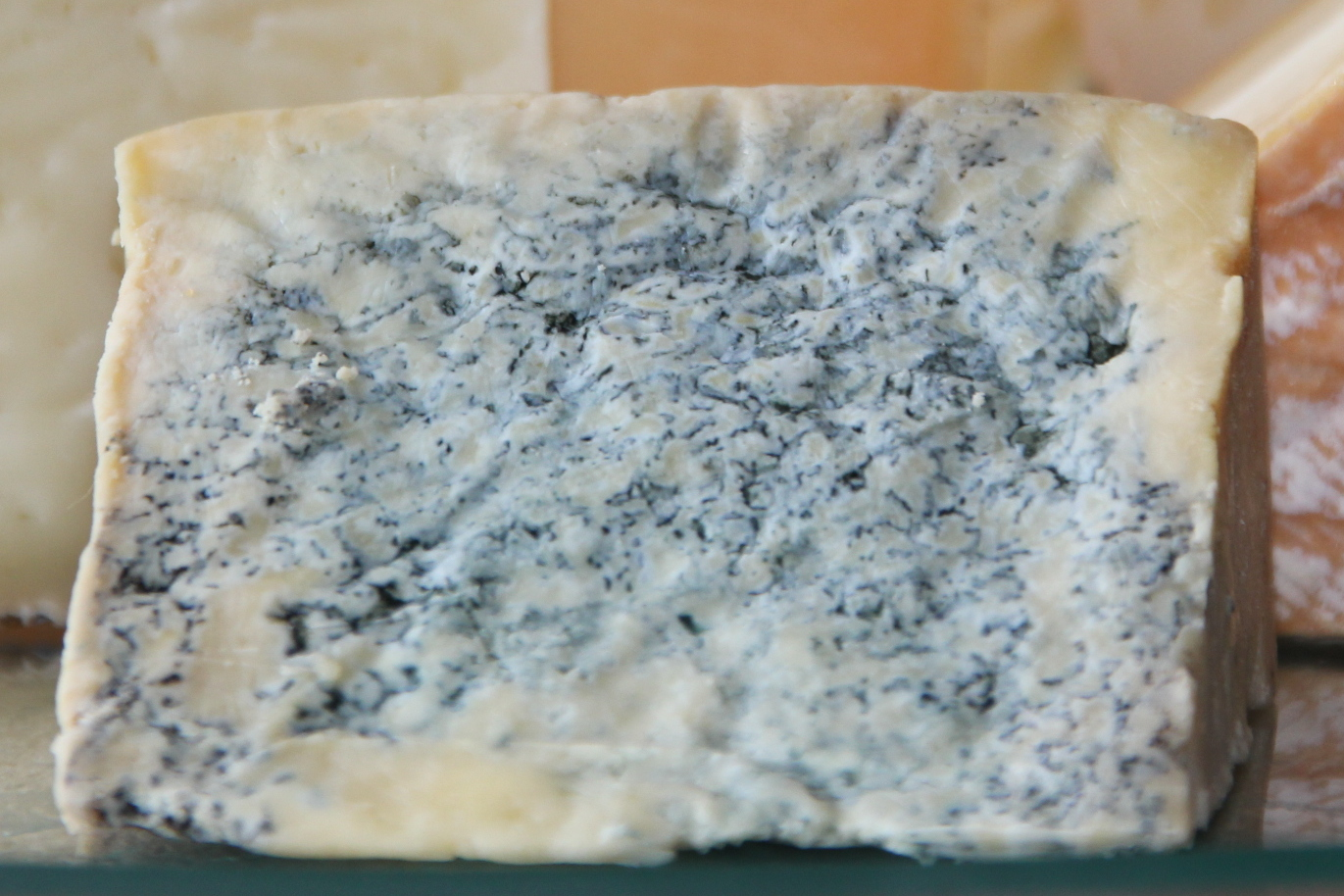
Queijo picón Bejes-Tresviso

[‡] ^ Recipientes onde são cozinhados os pratos homónimos

## Desporto
O desporto tradicional mais importante da Cantábria é o  jogo de bolos [es], que tem algumas semelhanças com o bólingue e tem quatro modalidades: bolo palma (a mais difundida e mais complexa de jogar, também praticada na zona oriental das Astúrias), pasabolo tablón [es] (também jogada no País Basco, onde é chamada oholtzar pasabolo), pasabolo losa e bolo pasiego. A existência de boleras (campos de bolo, também conhecidos por corros) é importante em todas as povoações da Cantábria, situando-se geralmente perto da igreja ou café principal. Desde o final da década de 1980 os bolos têm ganho popularidade, com a criação de escolas promovida por ayuntamientos e instuições cantábricas, campeonatos regionais e nacionais e maior atenção mediática.
Como ocorre em toda a costa norte espanhola, especialmente na Cantábria e no País Basco, o remo é um desporto muito praticado nas localidades costeiras. As origens do remo na região remontam a vários séculos atrás, quando as traineiras de cada povoação disputavam a venda de peixe, que era reservada à embarcação que chegasse primeiro à lota. No final do século XIX essa atividade converteu-se em desporto e começaram a ser organizadas regatas entre localidades do mar Cantábrico. Os clubes de remo da Cantábria, especialmente o Castro [es] (de Castro-Urdiales; fundado em 1879), o Astillero [es] (de Astillero), o Pedreña [es] (de Pedreña, no município de Marina de Cudeyo; fundado em 1895) e o Cidade de Santander [es], estão entre os clubes mais premiados de Espanha nas modalidades tradicionais de remo.
Outro desporto tradicional popular é o salto pasiego [es] (saltu pasiegu em cântabro), mais um exemplo de uma habilidade técnica usada no trabalho que praticamente desapareceu com tal e passou a ser uma competição e jogo. Tem várias modalidades e tem origem nas técnicas usadas nos Vales Pasiegos para saltar os muros de pedras que limitavam os prados, cercas, passar valas, ribeiras, ravinas e outros obstáculos frequentes na topografia abruta das zonas altas da Cantábria, recorrendo a um pau ou vara de avelaneira (o palu pasiego, também chamado palancu pasiego e vela pasiega). Tem algumas semelhanças com o salto do pastor [es] das Canárias e o fierljeppen da Frísia.
Nos desportos de massas, a região marca presença em competições nacionais e até internacionais com clubes como o Racing de Santander (que em 2021-2022 competia na
Primeira Divisão RFEF, o 3.º nível do futebol profissional em Espanha) ou o Gimnástica de Torrelavega (que em 2021-2022 competia na Terceira Divisão, o 3.º nível do futebol espanhol) em futebol; o Balonmano Sinfín (de Santander; em 2022 na Liga ASOBAL, a 1.ª divisão nacional), Club Deportivo Torrebalonmano [es] (de Torrelavega; em 2022 na Liga ASOBAL) no andebol; e o Deportivo Estela Santander [es] (em 2020 na LEB Plata; 3.º nível) no basquetebol. De referir também os clubes já extintos Balonmano Cantabria (ou Teka Santander ou Teka Cantabria), que obteve vários títulos nacionais e europeus em andebol, além de um título mundial, e o Cantabria Baloncesto [es], também conhecido como Cantabria Lobos, que esteve vários anos nas divisões nacionais de basquetebol do primeiro e segundo nível.
O Rali da Cantábria, teve 40 edições, entre 1979 e 2019, e fez parte do campeonato espanhol de rali entre 1989 e 2019.
Os desportistas naturais da Cantábria obtiveram 23 medalhas olímpicas para as equipas nacionais espanholas em modalidades como o basquetebol, andebol, futebol, hipismo, hóquei em campo, vela e polo aquático. A nível individual podem referir-se os seguintes desportistas cantábricos: Paco Gento (1933–2022), futebolista vencedor de 6 edições da Liga dos Campeões da Europa e de 24 títulos nacionais espanhóis, entre os quais 12 edições do campeonato espanhol; Santillana (n. 1952), uma das grande figuras do Real Madrid, considerado um dos melhores avançados de sempre do futebol espanhol; Severiano Ballesteros (1957–2011), golfista vencedor de vários campeonatos mundiais; José Manuel Abascal [es] (n. 1958), atleta meio-fundo e fundo que obteve várias medalhas nacionais internacionais, incluindo uma de ouro europeia em 1987 e uma olímpica de bronze em 1984; María Pardo [es] (n. 1976), ginasta rítmica detentora de várias medalhas dos campeonatos mundial e europeu; Óscar Freire (n. 1976), ciclista com vários títulos internacionais, incluindo três mundiais em estrada; Ruth Beitia (n. 1979), atleta de salto em altura, detentora de vários títulos europeus, duas medalhas olímpicas, uma delas de ouro, várias segundos e terceiros lugares em competições em campeonatos mundiais e vencedora da Liga de Diamante de 2015; Dani Sordo (n. 1983), automobilista que em 2021 tinha participado em 19 edições do Campeonato Mundial de Rali, tendo alcançado o pódio 38 vezes, 3 das quais no primeiro lugar.

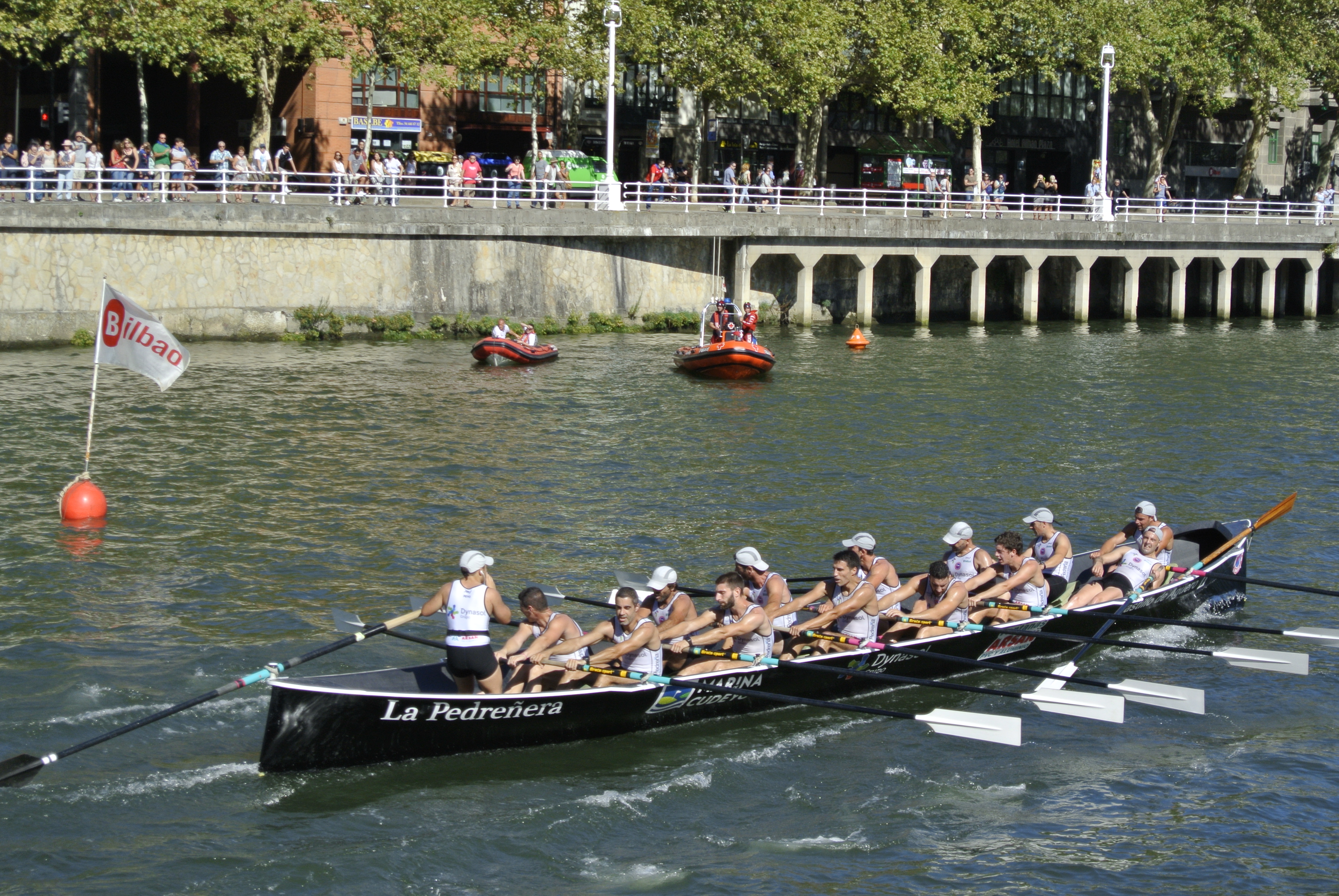
Equipa da Sociedade Desportiva de Remo Pedreña numa regata
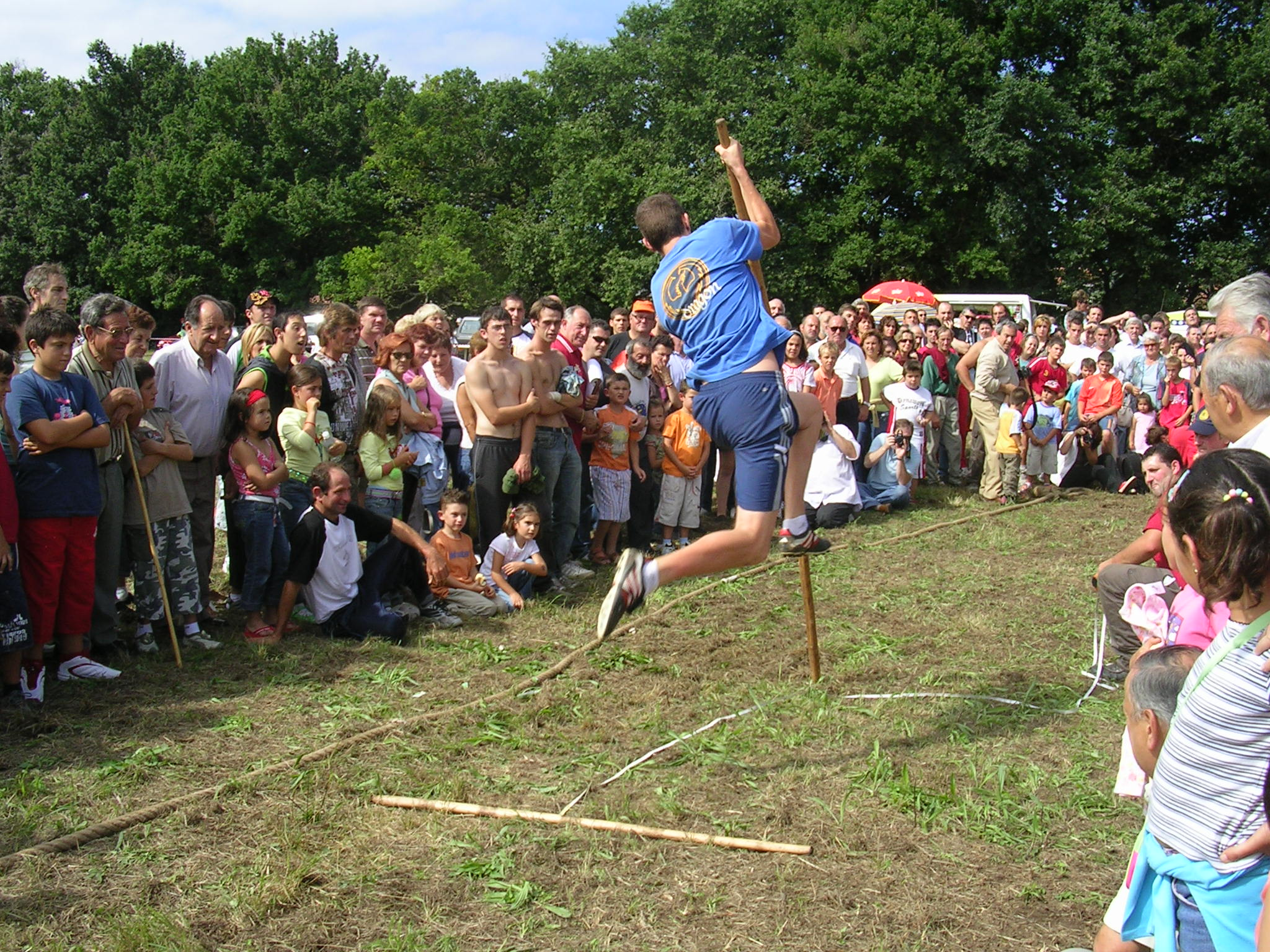
Salto pasiego
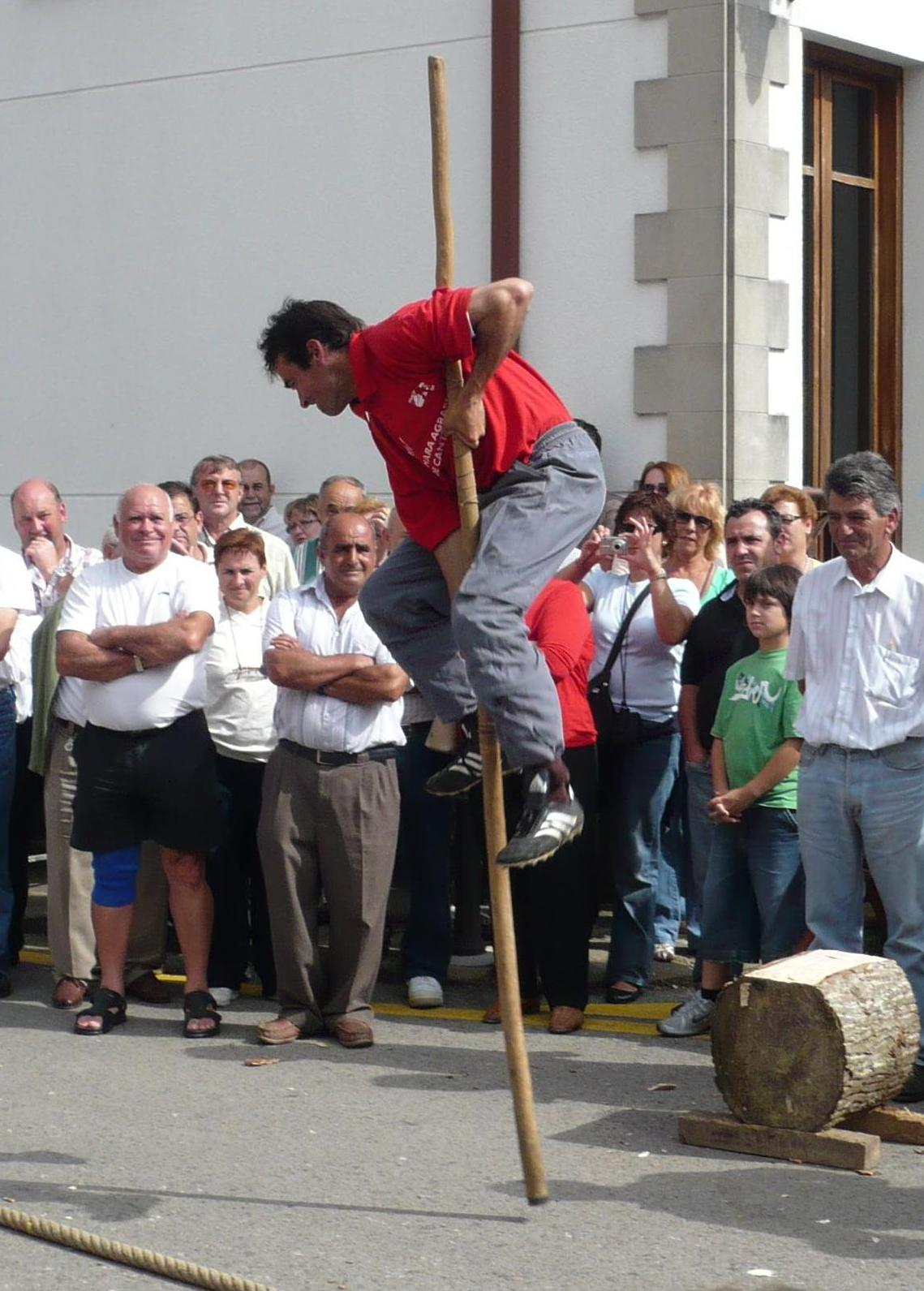
Andar al palu
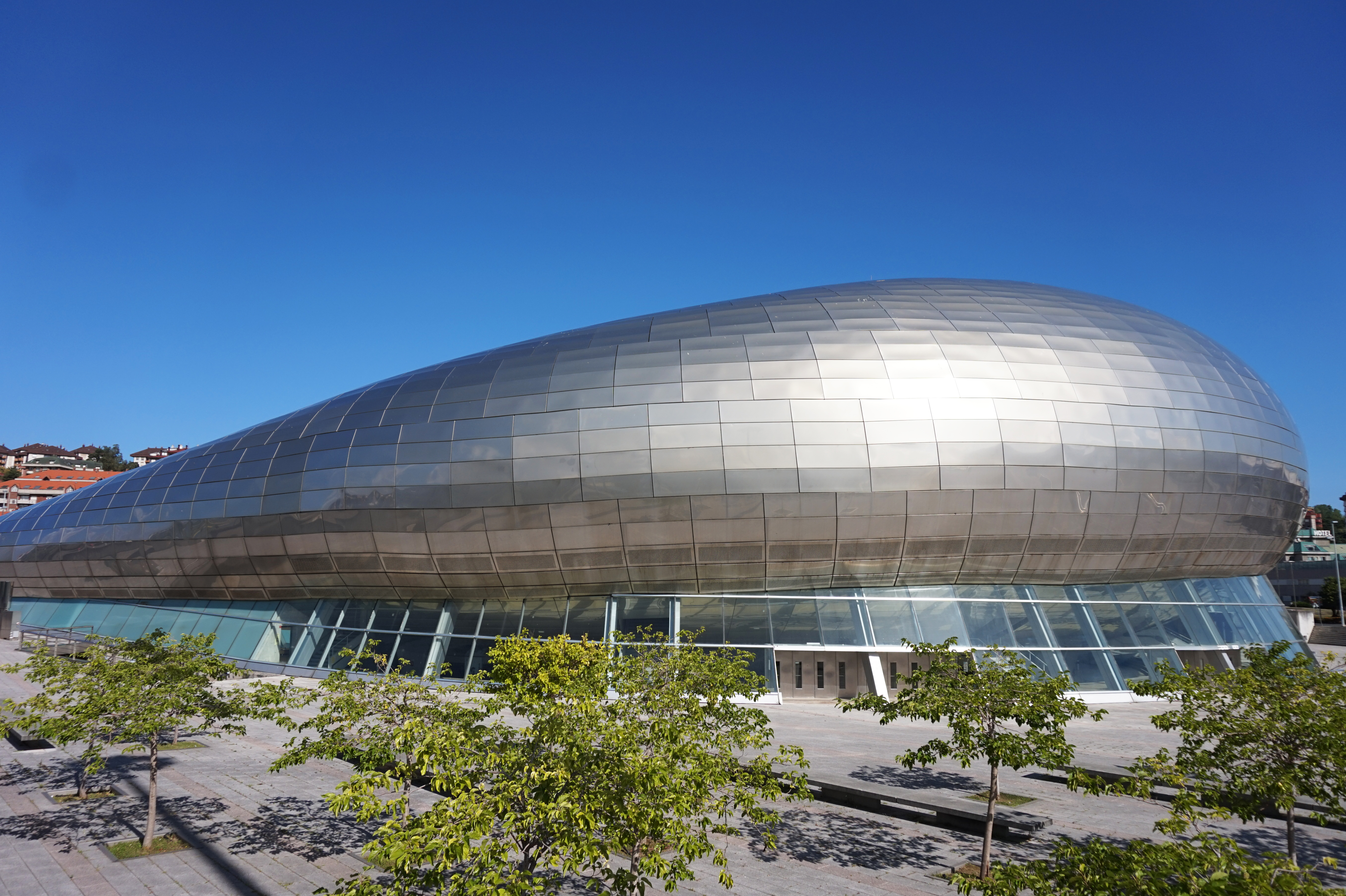
Palácio de Desportos de Santander [es]